# Liste de films tournés dans le département du Val-d'Oise
Le département du Val-d'Oise est une ancienne terre de tournage. Plus de 1 000 œuvres audiovisuelles ont été tournées dans le département du Val-d'Oise depuis 1901, dont plus de 400 depuis 1950,. Selon ces documents, le premier film tourné est Patineurs sur le lac d’Enghien (film muet - 1901), et le 1000e est Pauvre Richard, tourné en 2011. La multitude de tournages s'expliquerait notamment par la variété de paysages disponibles tant par les conditions fiscales avantageuses de tournage liées à la proximité avec Paris,.
Voici une liste à compléter de films, téléfilms, feuilletons télévisés, films documentaires… tournés dans le département du Val-d'Oise classés par commune, lieu de tournage et date de sortie ou diffusion.
- Haut – A
- B
- C
- D
- E
- F
- G
- H
- I
- J
- K
- L
- M
- N
- O
- P
- Q
- R
- S
- T
- U
- V
- W
- X
- Y
- Z

## A
- Ableiges
  - 1997 : Laisse un peu d'amour de Zaïda Ghorab-Volta
  - 2007 : La Légende des trois clefs de Patrick Dewolf
  - 2008 : Ca$h d'Éric Besnard
  - 2012 : La Grande Boucle de Laurent Tuel
  - 2017 : Alibi.com de Philippe Lacheau

- Aincourt
  - 1975 : Flic Story de Jacques Deray
  - 1981 : Family Rock (Les espadrilles prennent l’eau) de José Pinheiro
  - 1990 : Trois Années de Fabrice Cazeneuve[5]
  - 2003 : Cette femme-là de Guillaume Nicloux[6]
  - 2006 : Le Serpent d'Éric Barbier[6]
  - 2014 : Papa ou maman de Martin Bourboulon[5]

- Ambleville :
  - 1993 : La Cavale des fous de Marco Pico
  - 1997 : Un amour de sorcière de René Manzor
  - 2007 : Demandez la permission aux enfants ! d'Éric Civanyan
  - 2007 : Molière ou Le comédien malgré lui de Laurent Tirard[7]
  - 2009 : Rose et Noir de Gérard Jugnot[7]
  - 2010 : Vénus noire d'Abdellatif Kechiche
  - 2011 : Toussaint Louverture téléfilm de Philippe Niang[7],[8]
  - 2018 : Le Retour du héros de Laurent Tirard

- Amenucourt :
  - 1975 : On a retrouvé la septième compagnie de Robert Lamoureux[9].
  - 1983 : Bel-Ami feuilleton télévisé de Pierre Cardinal
  - 1991 : Aux yeux du monde d'Éric Rochant
  - 1993 : La Cavale des fous de Marco Pico
  - 1997 : Un amour de sorcière de René Manzor
  - 1997 : Les Palmes de monsieur Schutz de Claude Pinoteau
  - 2005 : Le Courage d'aimer de Claude Lelouch
  - 2008 : Séraphine de Martin Provost
- Andilly
  - 1983 : Itinéraire Bis de Christian Drillaud
  - 1999 : Marie Fransson épisode S'il vous plaît série télévisée de Christiane Spiero
- Argenteuil :
  - 1924 : Reportage Pathé sur les régates préolympiques organisées dans le cadre des Jeux Olympiques
  - 1957 : Les Espions de Henri-Georges Clouzot
  - 1959 : La Tête contre les murs de Georges Franju
  - 1963 : Les Tontons flingueurs de Georges Lautner[10]
  - 1963 : Kriss Romani de Jean Schmidt
  - 1964 : Le Train de John Frankenheimer[11]
  - 1966 : Le Jardinier d'Argenteuil de Jean-Paul Le Chanois
  - 1973 : Les Faucheurs de marguerites série télévisée de Marcel Camus
  - 1973 : Bel Ordure de Jean Marbœuf
  - 1974 : La Virée superbe de Gérard Vergez
  - 1974 : Voyage en Grande Tartarie de Jean-Charles Tacchella
  - 1975 : Lily aime-moi de Maurice Dugowson (Cité des Musiciens, Val d'Argent Nord)
  - 1976 : D'amour et d'eau fraîche de Jean-Pierre Blanc
  - 1976 : Le Diable au cœur de Bernard Queysanne
  - 1980 : Le Bar du téléphone de Claude Barrois
  - 1980 : La Bande du Rex de Jean-Henri Meunier
  - 1983 : Salut la puce de Richard Balducci[12]
  - 1987 : Association de malfaiteurs de Claude Zidi[13]
  - 1988 : La Passerelle de Jean-Claude Sussfeld
  - 1997 : Robert Hue, l'homme qui n'était pas prévu documentaire d'André Campana[14]
  - 1997 : Nettoyage à sec, d'Anne Fontaine
  - 1998 à 2002 : H série télévisée de Frédéric Berthe[14]
  - 2003 : Ce jour-là de Raoul Ruiz
  - 2003 : Ripoux 3 de Claude Zidi[15]
  - 2004 : Le Proc série télévisée de Didier Albert
  - 2004 : Diane, femme flic: saison 2, épisode 1 - Sous influence série télévisée de Marie Guilmineau
  - 2009 : Celle que j'aime d'Élie Chouraqui
  - 2010 : Chienne de Lou Ye (moyen-métrage)
  - 2010 : Le Mac de Pascal Bourdiaux
  - 2010 : Fracture téléfilm d'Alain Tasma
  - 2011 : Love and Bruises de Lou Ye
  - 2015 : Comme un avion de Bruno Podalydès
  - 2016 : Médecin de campagne de Thomas Lilti[16],[14]
  - 2018 : En liberté ! de Pierre Salvadori[17]
- Arnouville (Arnouville-lès-Gonesse) :
  - 1991 : Mayrig d'Henri Verneuil[18]
  - 1992 : 588, rue Paradis d'Henri Verneuil
  - 2009 : Le Premier Cercle de Laurent Tuel

- Arronville
  - 1950 : Justice est faite d'André Cayatte
  - 1994 : Rêveuse Jeunesse de Nadine Trintignant
  - 1995 : Forget Paris de Billy Crystal
  - 2009 : Blanche Maupas de Patrick Jamain
  - 2012 : Des morceaux de moi de Nolwenn Lemesle

- Arthies
  - 2001 : Les Portes de la gloire de Christian Merret-Palmair
  - 2006 : La Panthère rose de Shawn Levy
  - 2008 : Séraphine de Martin Provost
  - 2016 : Médecin de campagne de Thomas Lilti[16]

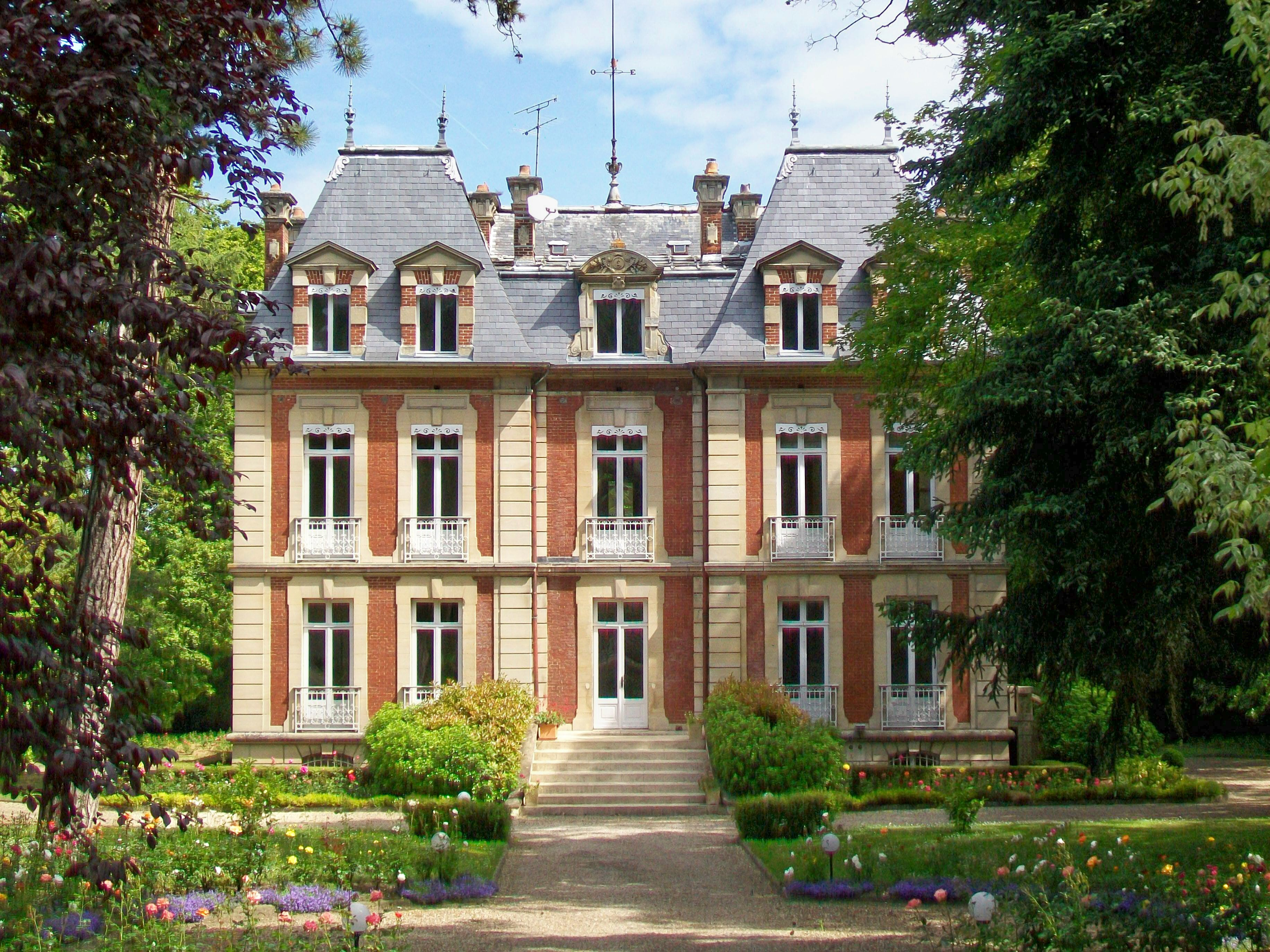
Le château du Vert Galant à Asnières-sur-Oise

L'abbaye de Royaumont.

- Asnières-sur-Oise - Abbaye de Royaumont[19] :
  - 1930 : Mousquetaires au couvent film Pathé
  - 1931 : Mamz'elle Nitouche de Marc Allégret
  - 1937 : Les Perles de la couronne de Sacha Guitry et Christian-Jaque
  - 1938 : Les Disparus de Saint-Agil de Christian-Jaque
  - 1946 : La Belle et la Bêtede Jean Cocteau
  - 1959 : Le Dialogue des carmélites de Philippe Agostini et Raymond Léopold Bruckberger
  - 1962 : La Religieuse de Jacques Rivette
  - 1964 : Les Amitiés particulières de Jean Delannoy
  - 1966 : Du mou dans la gâchette de Louis Grospierre
  - 1967 : Peau d'espion d'Édouard Molinaro
  - 1967 : Thérèse et Isabelle de Radley Metzger
  - 1968 : D'Artagnan de Claude Barma
  - 1969 : Mon oncle Benjamin d'Édouard Molinaro
  - 1969 : Hibernatus d’Édouard Molinaro
  - 1971 : Quentin Durward feuilleton télévisé de Gilles Grangier
  - 1971 : Doucement les basses de Jacques Deray
  - 1971 : Pouce de Pierre Badel
  - 1972 : Le Moine d’Ado Kyrou
  - 1972 : Elle cause plus... elle flingue de Michel Audiard (hameau de Baillon)
  - 1973 : Joseph Balsamo d'André Hunebelle[20]
  - 1974 : Ardéchois cœur fidèle feuilleton télévisé de Jean Cosmos et Jean Chatenet
  - 1975 : Splendeurs et misères des courtisanes feuilleton télévisé de Maurice Cazeneuve
  - 1976 : La Vie de Marianne feuilleton télévisé de Pierre Cardinal
  - 1977 : Vous n'aurez pas l'Alsace et la Lorraine de Coluche et Marc Monnet
  - 1977 : Le Diable dans la boîte de Pierre Lary
  - 1979 : Contes pervers (ou Les Filles de Madame Claude) de Régine Deforges
  - 1980 : La Chambre des dames feuilleton télévisé de Yannick Andréi
  - 1984 : Dortoir des grandes de Pierre Unia
  - 1984 : La Diagonale du fou de Richard Dembo
  - 1984 : Les Cavaliers de l'orage de Gérard Vergez
  - 1984 : Papa Poule – Le Séminaire de Papa Poule série télévisée de Roger Kahane
  - 1988 : Chouans ! de Philippe de Broca
  - 1992 : Sup de fric de Christian Gion
  - 1992 : Le Quatuor des possibles d'Edna Politi
  - 1992 : Secret de famille feuilleton télévisé de Hervé Baslé
  - 1992 : Un cœur en hiver de Claude Sautet
  - 1995 : Poussières d'amour de Laurence Dale
  - 1996 : Enfants de salaud de Tonie Marshall (Château du Vert Galant)
  - 1996 : Oui d'Alexandre Jardin (Château du Vert Galant)
  - 1997 : Un amour de sorcière de René Manzor
  - 2000 : B.R.I.G.A.D. épisode Le Forcené Série télévisée de Marc Angelo
  - 2000 : B.R.I.G.A.D. épisode La Secte des lunes Série télévisée de Marc Angelo
  - 2000 : Parlez moi de Malraux documentaire de Michèle Rosier
  - 2002 : Monsieur N. d'Antoine de Caunes
  - 2002 : Blanche de Bernie Bonvoisin
  - 2005 : Aurore de Nils Tavernier
  - 2006 : Faites le 15 série télévisée d'Étienne Dhaene (Château du Vert Galant)
  - 2007 : Monsieur Max téléfilm de Gabriel Aghion
  - 2007 : Sœur Thérèse.com série télévisée de René Manzor
  - 2009 : Comment j’ai accepté ma place parmi les mortels de Mikael Buch
  - 2009 : R.I.S Police scientifique épisode Profession de foi série télévisée d'Alexandre Laurent
  - 2009 : Une lumière dans la nuit téléfilm d'Olivier Guignard
  - 2010 : 1788... et demi série télévisée de Sylvain Saada et Martine Moriconi
  - 2010 : Gainsbourg, vie héroïque de Joann Sfar
  - 2011 : Drumont, histoire d'un antisémite français téléfilm historique d'Emmanuel Bourdieu
  - 2011 : Manon Lescaut téléfilm de Gabriel Aghion[21]
  - 2011 : 1788... et demi série télévisée d'Olivier Guignard[22]
  - 2015 : Versailles série télévisée de Jalil Lespert, Cristoph Schrewe, Thomas Vincent et Daniel Roby[23]
  - 2015 : What The Cut #37 de Antoine Daniel

- Attainville :
  - 1955 : La Madelon, de Jean Boyer
  - 2007 : Vent mauvais de Stéphane Allagnon[24]
- Auvers-sur-Oise :
  - 1956 : La Vie passionnée de Vincent Van Gogh biografilm de Vincente Minnelli
  - 1960 : Les Portes claquent de Jacques Poitrenaud
  - 1961 : Nos amies les bêtes documentaire de Frédéric Rossif
  - 1965 : Un mari à prix fixe de Claude de Givray
  - 1965 : Van Gogh à Auvers documentaire de Maurice Pialat
  - 1969 : La Fiancée du pirate de Nelly Kaplan
  - 1991 : Van Gogh de Maurice Pialat
  - 1999 : Romance X de Catherine Breillat
  - 2004 : Un long dimanche de fiançailles de Jean-Pierre Jeunet[25],
  - 2006 : La Carte au trésor émission de France 3
  - 2007 : Le Rosier de Madame Husson téléfilm de la série Chez Maupassant
  - 2008 : Vincent Van Gogh, derniers jours à Auvers de Peter Knapp
  - 2008 : Boubouroche de Laurent Heynemann, Téléfilm de la série Contes et nouvelles du XIXe siècle[26],[27],
  - 2008 : Contes et nouvelles du XIXe siècle, épisode Pour une nuit d'amour Téléfilm de Gérard Jourd'Hui[28],[29]
  - 2011 : À la recherche du temps perdu de Nina Companeez
  - 2018 : Nox, série télévisée de Fred Cavayé[30]

- Avernes
  - 1984 : Liste noire d'Alain Bonnot
  - 2005 : Les Yeux clairs de Jérôme Bonnell
  - 2013 : Un prince (presque) charmant de Philippe Lellouche[16]

## B
- Haut – A
- B
- C
- D
- E
- F
- G
- H
- I
- J
- K
- L
- M
- N
- O
- P
- Q
- R
- S
- T
- U
- V
- W
- X
- Y
- Z

- Baillet-en-France
  - 1993 : La Soif de l'or de Gérard Oury
- Banthelu :
  - 2006 : La Panthère rose de Shawn Levy
- Beauchamp :
  - 1972 : Un meurtre est un meurtre d'Étienne Périer
  - 1987 : Association de malfaiteurs de Claude Zidi
  - 2021 : Opération Portugal de Frank Cimière

- Beaumont-sur-Oise :

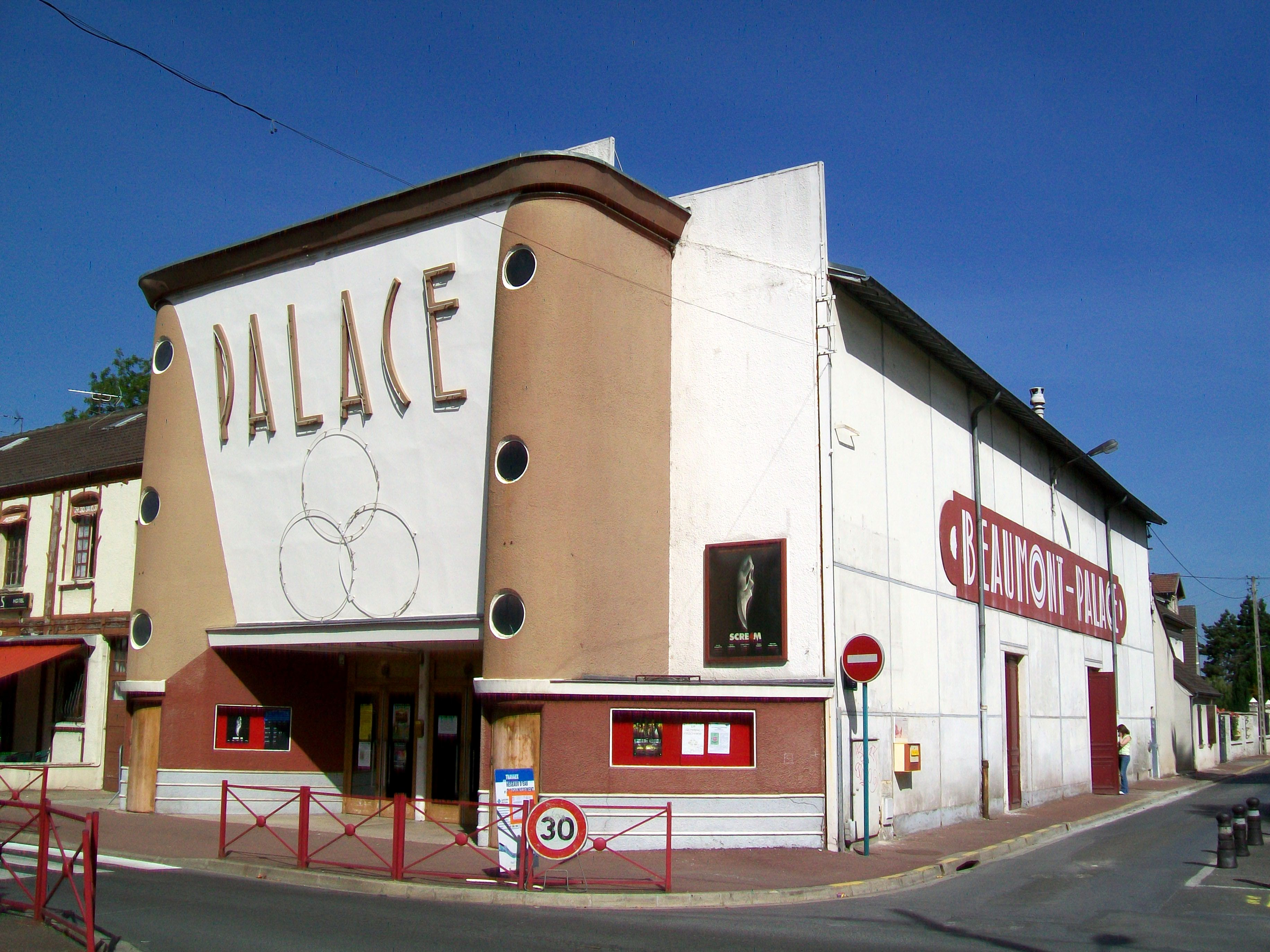
Le Palace de Beaumont-sur-Oise qui apparaîtra dans le générique de l'émission La Dernière Séance.

  - 1920 : La Vallée de l’Oise de Creil à Pontoise documentaire
  - 1955 : Chiens perdus sans collier de Jean Delannoy
  - 1962 : Jules et Jim de François Truffaut
  - 1975 : La Traque de Serge Leroy
  - 1976 : L'Alpagueur de Philippe Labro
  - 1976 : La Guerre des polices de Robin Davis
  - 1981 : Pourquoi pas nous de Michel Berny
  - 1982-1986 La dernière séance, émission de télévision de FR3 de Gérard Jourd'hui présentée principalement par Eddy Mitchell[31]
  - 1987 : Charlie Dingo de Gilles Béhat
  - 1990 : Lacenaire de Francis Girod
  - 1994 : La Cité de la peur d’Alain Barbérian
  - 2006 : Un secret de Claude Miller
  - 2010 : Cigarettes et Bas nylon téléfilm de Fabrice Cazeneuve  (cinéma « Le Palace »)
- Belloy-en-France :
  - 1983 : Le Retour des bidasses en folie de Michel Vocoret.
- Bernes-sur-Oise
  - 1955 : À la manière de Sherlock Holmes d’Henry Lepage[32]
  - 1966 : Paris brûle-t-il ? de René Clément[32]
  - 2007 : L'Affaire Ben Barka téléfilm de Jean-Pierre Sinapi[32]
- Béthemont-la-Forêt
  - 2010 : Thelma, Louise et Chantal de Benoît Pétré.
- Bezons :
  - 1976 : Le Diable au cœur de Bernard Queysanne
  - 1989 - 2007 : Navarro Série télévisée de Pierre Grimblat[33]
  - 1995 : Les Anges gardiens de Jean-Marie Poiré
  - 2009 : Un Prophète de Jacques Audiard[34]
- Boisemont
  - 2005 : Espace Détente d'Yvan Le Bolloc'h et Bruno Solo
- Boissy-l'Aillerie
  - 1955 : Les héros sont fatigués d'Yves Ciampi[35]
  - 1959 : La Verte Moisson de François Villiers
  - 1963 : L'Honorable Stanislas, agent secret de Jean-Charles Dudrumet[36]
  - 1973 : Prêtres interdits de Denys de La Patellière
  - 1980 : Le Guignolo de Georges Lautner[35]
  - 1998 : Trafic d'influence de Dominique Farrugia[35]
  - 2001 : Les Fantômes de Louba de Martine Dugowson[37]
  - 2017 : Seuls de David Moreau
  - 2017 : Alibi.com de Philippe Lacheau[35]
- Bouffémont :
  - 1932 : La Nuit du carrefour de Jean Renoir
  - 1939 : Le Paradis de Satan de Jean Delannoy et Félix Gandéra
  - 2012 : Des morceaux de moi de Nolwenn Lemesle
- Bray-et-Lû
  - 1975 : On a retrouvé la 7e compagnie de Robert Lamoureux[9].
  - 1993 : La Cavale des fous de Marco Pico
  - 1997 : Un amour de sorcière de René Manzor
  - 2006 : La Science des rêves de Michel Gondry
- Bréançon
  - 1973 : Prêtres interdits de Denys de La Patellière
  - 1980 : Une Robe noire pour un tueur de José Giovanni[38]
  - 1980 : Inspecteur la Bavure de Claude Zidi[39]
  - 1982 : Le Choc de Robin Davis[38]
  - 2000 : Chère Marianne épisode de La Sous-préfète aux champs série téléviséede Bernard Uzan[38]
  - 2000 : Les Faux-fuyants téléfilm de Pierre Boutron[38]
  - 2002 : Louis Page épisode Plus fort que l’amour série télévisée de Christophe Chevalier et Jean Nainchrik
  - 2005 : Le Bal des célibataires téléfilm de Jean-Louis Lorenzi
  - 2018 : Les Tuche 3 d'Olivier Baroux[16]
- Brignancourt
  - 2000 : L'Extraterrestre de Didier Bourdon
- Bruyères-sur-Oise
  - 1955 : À la manière de Sherlock Holmes d’Henry Lepage[32]
  - 1966 : Paris brûle-t-il ? de René Clément[32]
  - 2007 : L'Affaire Ben Barka téléfilm de Jean-Pierre Sinapi[32]
- Butry-sur-Oise
  - 1962 : C'est pas moi, c'est l'autre de Jean Boyer
  - 1988 : Marie Pervenche, épisode L’Amnésique est bon enfant série télévisée de Claude Boissol[40]
  - 2008 : L'Heure d'été de Olivier Assayas

## C
- Haut – A
- B
- C
- D
- E
- F
- G
- H
- I
- J
- K
- L
- M
- N
- O
- P
- Q
- R
- S
- T
- U
- V
- W
- X
- Y
- Z

- Cergy :
  - 1963 : L'Honorable Stanislas, agent secret de Jean-Charles Dudrumet[41]
  - 1979 : I… comme Icare de Henri Verneuil[42].
  - 1980 : Mon oncle d'Amérique d'Alain Resnais
  - 1986 : La Gitane de Philippe de Broca
  - 1986 : I love you de Marco Ferreri
  - 1987 : L'Ami de mon amie d’Éric Rohmer
  - 1989 : Deux de Claude Zidi
  - 1989 : Après la guerre de Jean-Loup Hubert
  - 1992 : IP5 : L'Île aux pachydermes de Jean-Jacques Beineix
  - 1993 : Profil bas de Claude Zidi
  - 1993 : L'Arbre, le Maire et la Médiathèque de Éric Rohmer (Tour bleue sur le parvis des 3 Fontaines)
  - 1993 : Les Visiteurs de Jean-Marie Poiré (Les scènes de la chevauchée le long de l’autoroute A15, Le Grill Courtepaille de Cergy, le Château d'eau d'Osny, etc.[43].
  - 1997 : Série télévisée Highlander - Saison 6 - Episode 3 - Péché Paternel
  - 1998 : Une chance sur deux de Patrice Leconte
  - 1999 : Tout baigne ! d'Éric Civanyan[16]
  - 2000 : La Fidélité d'Andrzej Żuławski
  - 2001 : Le Divin enfant téléfilm de Stéphane Clavier
  - 2001 : Red Eye téléfilm de Michael Damian
  - 2001 : Fred et son orchestre série TV de Fabien Suarez
  - 2001 : Sexy Boys de Stéphane Kazandjian
  - 2002 : Nid de guêpes de Florent-Emilio Siri
  - 2003 : Janis et John de Samuel Benchetrit
  - 2003 : La Faux téléfilm de Jean-Dominique de La Rochefoucauld
  - 2004 : Un long dimanche de fiançailles de  Jean-Pierre Jeunet
  - 2004 : Grande école de Robert Salis
  - 2004 : L'Antidote de Vincent de Brus
  - 2006 : Incontrôlable de Raffy Shart
  - 2006 : Jean-Philippe de Laurent Tuel
  - 2006 : Président de Lionel Delplanque
  - 2006 : L'État de grâce Série TV de Pascal Chaumeil
  - 2006 : Femmes de loi : Clichés meurtriers Série TV de Sylvie Ayme
  - 2006 : Président Ferrare : L'affaire Gilles d'Aubert Téléfilm d'Alain Nahum
  - 2006 : Le Serpent d'Éric Barbier[44]
  - 2006 : Mesrine : Chasse à l'homme téléfilm d'Arnaud Sélignac
  - 2006 : Qui m'aime me suive de Benoît Cohen
  - 2007 : Naissance des pieuvres de Céline Sciamma
  - 2007 : Nos enfants chéris Série TV de Benoît Cohen
  - 2007 : Trois amis de Michel Boujenah[45]
  - 2008 : Aide-toi, le ciel t'aidera de François Dupeyron
  - 2010 : Dame de cœur réalisé par Charlotte Brandström
  - 2012 : Camille redouble réalisé par Noémie Lvovsky[46]
  - 2017 : Seuls réalisé par David Moreau
  - 2018 : Un peuple et son roi de Pierre Schoeller[16]
  - 2019 : Nicky Larson et le Parfum de Cupidon de Philippe Lacheau[47]
  - 2020 : J'ai aimé vivre là, documentaire réalisé par Régis Sauder
- Champagne-sur-Oise
  - 1999 : Un et un font six téléfilm de Franck Apprederis et Jean-Pierre Vergne
  - 2003 : Petites coupures de Pascal Bonitzer
  - 2009 : Le Séminaire de Caméra Café de Charles Nemes
  - 2011 : Dans la tourmente de Christophe Ruggia
- Chars
  - 1955 : Aristocrates réalisé par Denys de La Patellière[48]
  - 2016 : Médecin de campagne de Thomas Lilti[16]
- Chaumontel :
  - 1955 : Drôle de frimousse de Stanley Donen
  - 1965 : Quoi de neuf Pussycat ? de Clive Donner[49].
  - 1992 : Imogène, épisode Légumes maudits série télévisée de Jean-Daniel Verhaeghe
  - 2004 : 36 quai des Orfèvres d'Olivier Marchal[50]
  - 2008 : Le Nouveau protocole de Thomas Vincent

- Chaussy - Village

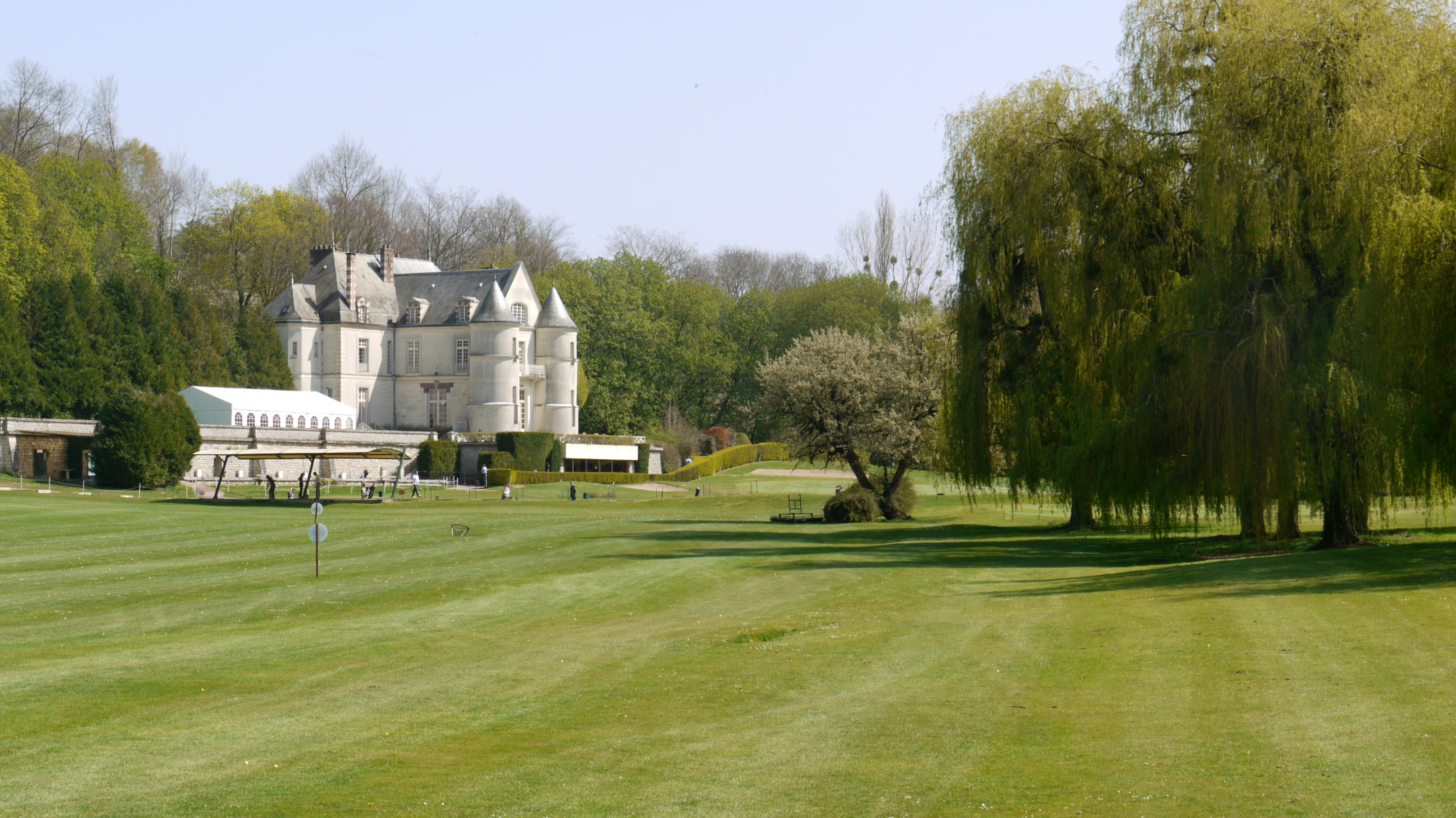
Le château du Couvent à Chaussy

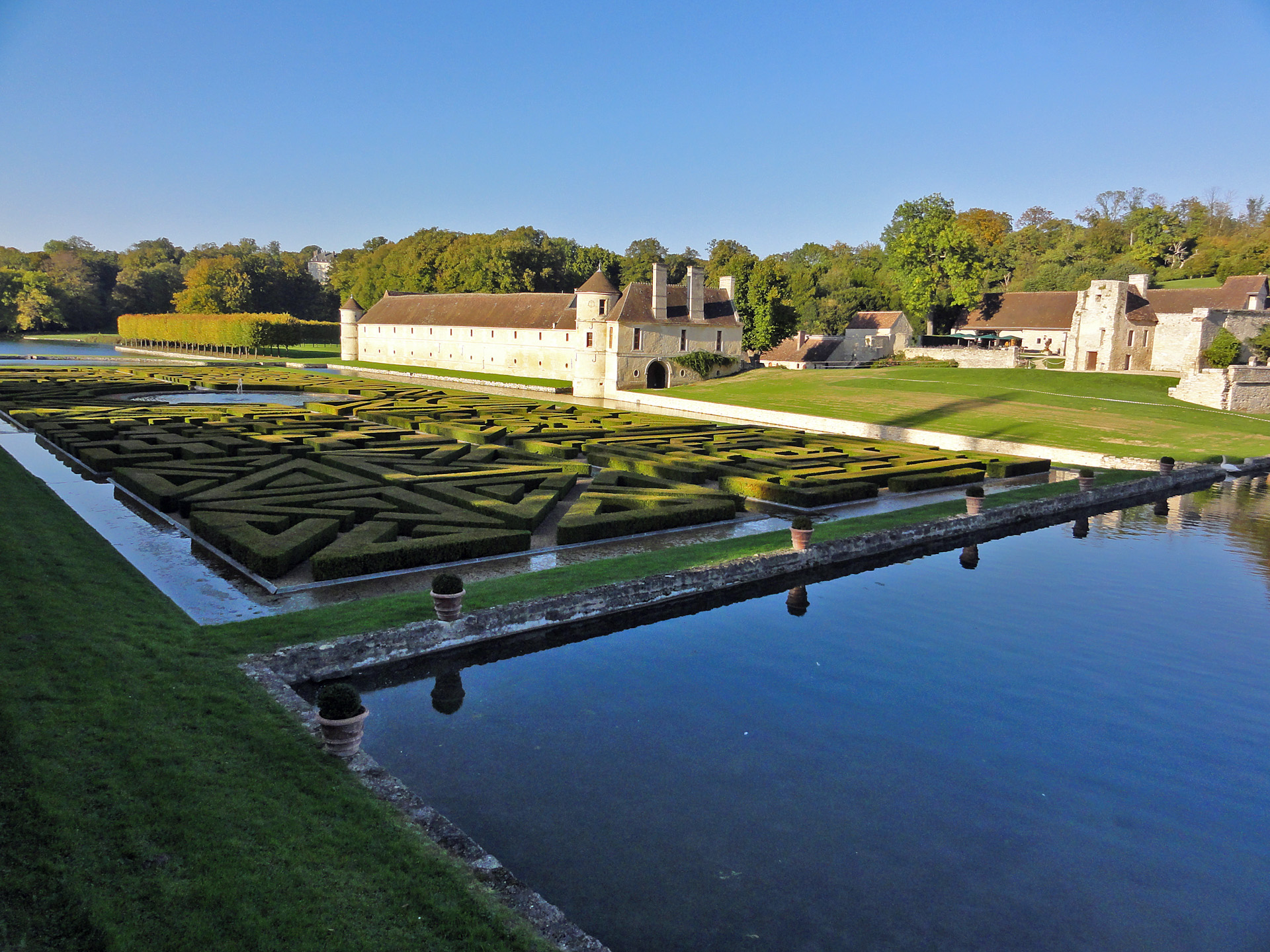
Jardins d'eau et manoir du XVIe siècle du domaine de Villarceaux à Chaussy

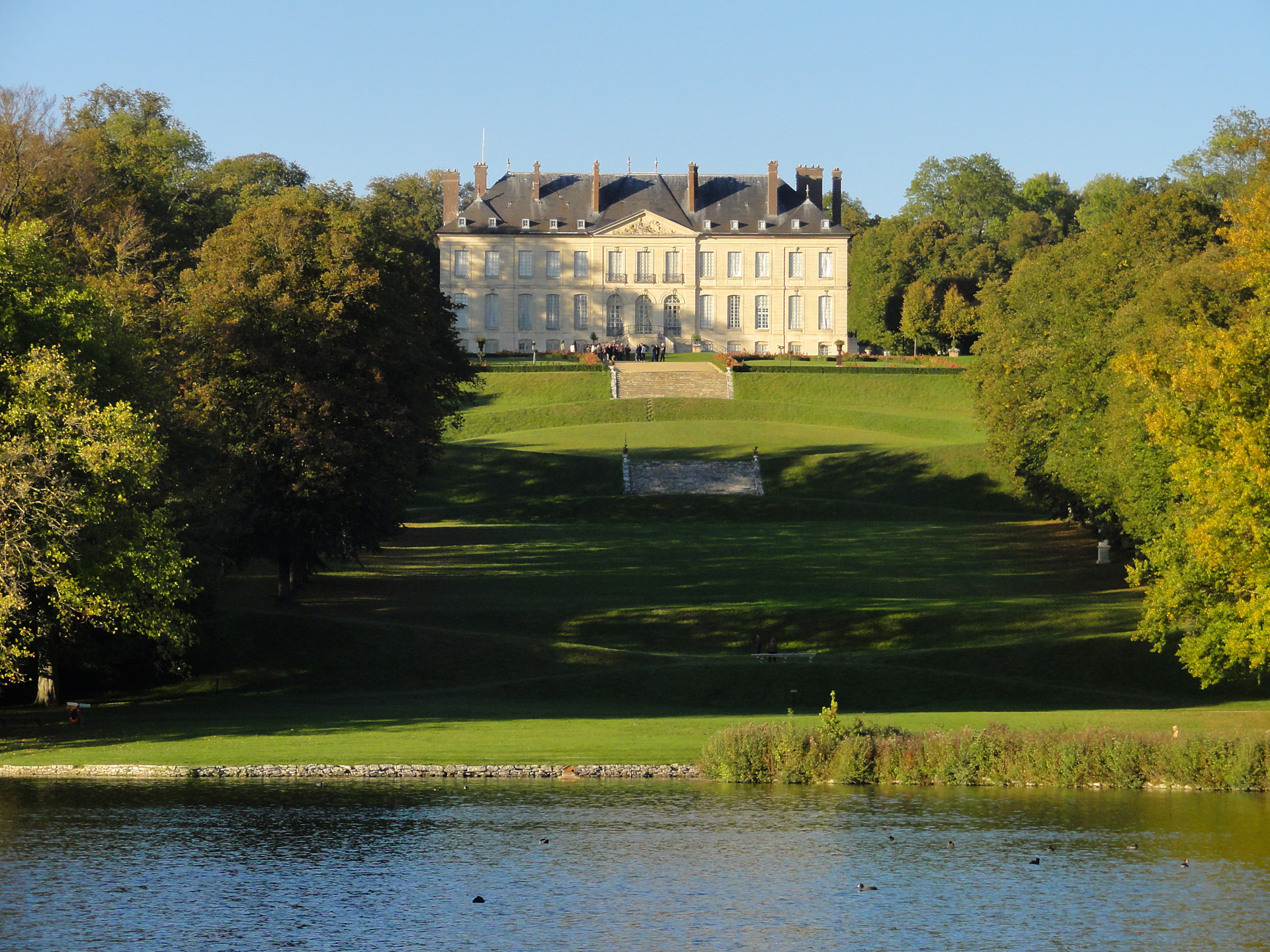
Grand étang, Vertugadin et château du Haut du domaine de Villarceaux à Chaussy

  - 1981 : Les Espadrilles prennent l'eau de José Pinheiro[51].
  - 1983 : Signes extérieurs de richesse de Jacques Monnet[52].
  - 2018 : Les Tuche 3 de Olivier Baroux
- Chaussy - Domaine de Villarceaux
  - 1965 : Les Deux Orphelines d’Adolphe d'Ennery
  - 1966 : La Fantastique Histoire vraie d'Eddie Chapman (Triple Cross) de Terence Young
  - 1967 : La Nuit des généraux d’Anatole Litvak
  - 1983 : La Crime de Philippe Labro.
  - 1984 : Un dimanche à la campagne de Bertrand Tavernier.
  - 2002 : Irène d'Ivan Calbérac.
  - 2003 : Saint-Germain ou la négociation téléfilm de Gérard Corbiau
  - 2005 : L'Enfer de Danis Tanovic.
  - 2016 : Médecin de campagne de Thomas Lilti[16]
- Chauvry
  - 1970 : Le Mur de l’Atlantique de Marcel Camus
  - 1998 : La Neuvième Porte (The Ninth Gate) de Roman Polanski
  - 2010 : Thelma, Louise et Chantal de Benoît Pétré
  - 2012 : Des morceaux de moi de Nolwenn Lemesle
- Chérence :
  - 1964 : Fantômas d'André Hunebelle
  - 1969 : L'Ours et la Poupée de Michel Deville
  - 1994 : Jour de fauche court métrage de Vincent Monnet
  - 1997 : Un amour de sorcière de René Manzor
  - 2005 : La Femme coquelicot téléfilm de Jérôme Foulon
  - 2006 : La Science des rêves de Michel Gondry
  - 2007 : Séraphine de Martin Provost
  - 2017 : Visages, villages de JR et Agnès Varda
- Cléry-en-Vexin
  - 2008 : Plus tard tu comprendras d'Amos Gitaï
  - 2008 : La Troisième Partie du monde d'Éric Forestier
  - 2018 : La Dernière Folie de Claire Darling de  Julie Bertuccelli[16]
- Commeny
  - 2004 : L'Un contre l'autre téléfilm de Dominique Baron
  - 2006 : Chat bleu, chat noir téléfilm de Jean-Louis Lorenzi
  - 2010 : Le Baltringue de Cyril Sebas

- Condécourt

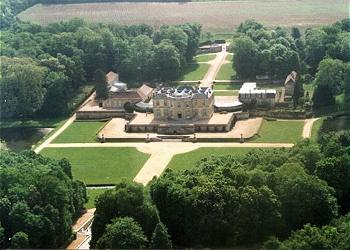
Le château de Villette à Condécourt

  - 1961 : Tintin et le Mystère de la Toison d'or de Jean-Jacques Vierne[53]
  - 1967 : Voyage à deux de Stanley Donen[53],[54]
  - 1994 : La Propriétaire d'Ismail Merchant[53]
  - 1996 : La Dernière Fête  de Pierre Granier-Deferre[53]
  - 1996 : L'Allée du Roi de Nina Companeez[53]
  - 1996 : Ridicule de Patrice Leconte[53]
  - 1997 : N’oublie pas que tu m’aimes téléfilm de Bernard Uzan
  - 1997 : Les Rustres téléfilm d'Yves-André Hubert[53]
  - 1998 : Le Comte de Monte-Cristo téléfilm de Josée Dayan[53]
  - 1999 : Le Libertin de Gabriel Aghion[53],[55]
  - 2000 : Les Faux-fuyants téléfilm de Pierre Boutron[53]
  - 2000 : L’Aîné des Ferchaux téléfilm de Bernard Stora[53]
  - 2000 : Le libertin de Gabriel Aghion[53]
  - 2001 : Saint-Cyr de Patricia Mazuy[53]
  - 2002 : Le Jeune Casanova de Giacomo Battiato[53]
  - 2003 : Fanfan la Tulipe de Gérard Krawczyk[53]
  - 2004 : Les Parisiens de Claude Lelouch[53]
  - 2005 : Les Chevaliers du ciel de Gérard Pirès[53]
  - 2005 : Nouvelle France de Jean Beaudin[53]
  - 2005 : Mon père court métrage de David Colombo Léotard
  - 2006 : Da Vinci code de Ron Howard[53]
  - 2009 : Pièce montée  de Denys Granier-Deferre[53]
  - 2009 : L'Art d'aimer  d'Emmanuel Mouret[53]
  - 2017 : La Mante mini-série d'Alexandre Laurent[53]

- Cormeilles-en-Parisis

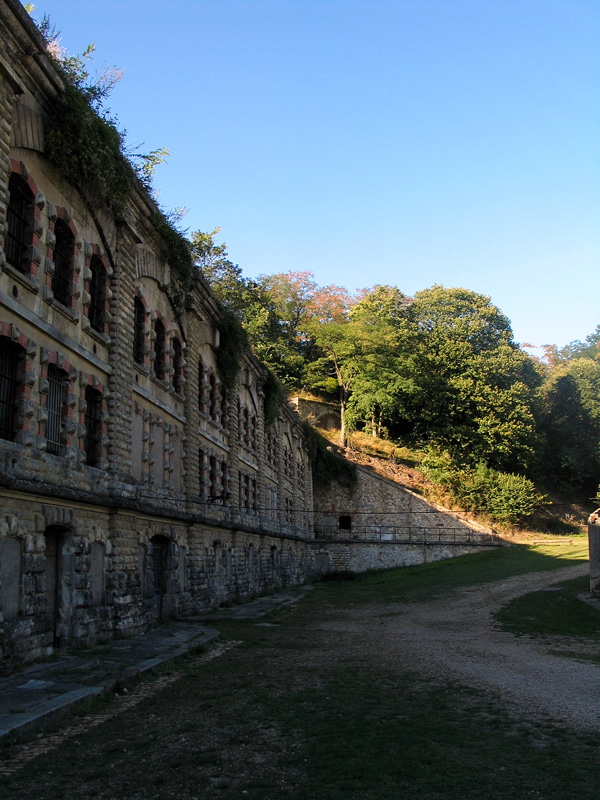
Le fort de Cormeilles

  - 1958 : Les Motards de Jean Laviron[56]
  - 1965 : Belphégor série télévisée de Claude Barma[57]
  - 1967 : La Nuit des généraux d’Anatole Litvak[58],
  - 1967 : L'Armée des ombres de Jean-Pierre Melville[58],
  - 1971 : Kisss de Jean Levitte
  - 1974 : Le Führer en folie de Philippe Clair[58],
  - 1974 : Le Secret de Robert Enrico,
  - 1975 : On a retrouvé la 7e compagnie de Robert Lamoureux[59],[9].
  - 1976 : Le Bon et les Méchants de Claude Lelouch
  - 1977 : Flash-back d'Alain Corneau
  - 1977 : La Menace d'Alain Corneau[60]
  - 1980 : Le Guignolo de Georges Lautner[35]
  - 1984 : Le sang des autres de Claude Chabrol
  - 1988 : Ne réveillez pas un flic qui dort de José Pinheiro[56]
  - 1998 : Trafic d'influence de Dominique Farrugia[35]
  - 2001 : Les Bœuf-carottes série télévisée de Josée Dayan[58],
  - 2001 : Chère Marianne série télévisée de Bernard Uzan[58],
  - 2002 : Hôpital souterrain téléfilm de Serge Meynard
  - 2003 : L'affaire Dominici téléfilm de Pierre Boutron[58],
  - 2003 : Mata Hari, la vraie histoire téléfilm d'Alain Tasma[58],
  - 2003 : Les Cordier, juge et flic série télévisée de Gilles Béhat[58],
  - 2005 : Le Frangin d'Amérique téléfilm de Jacques Fansten[61]
  - 2005 : Aux abois de Philippe Collin[58],
  - 2005 : Dolmen feuilleton télévisé de Didier Albert[58],
  - 2006 : Le Maître du Zodiaque feuilleton télévisé de Claude-Michel Rome[58],
  - 2006 : OSS 117 : Le Caire, nid d'espions de Michel Hazanavicius
  - 2006 : Joséphine, ange gardien série télévisée de Philippe Monnier[58],
  - 2007 : Mystère feuilleton télévisé de Didier Albert[58],
  - 2007 : Monsieur Max téléfilm de Gabriel Aghion[58],
  - 2008 : Les Femmes de l'ombre de Jean-Paul Salomé[58],
  - 2008 : MR 73 d'Olivier Marchal[58],
  - 2009 : Signé Dumas de Safy Nebbou[58]
  - 2009 : Les Derniers jours du monde de Jean-Marie et Arnaud Larrieu
  - 2010 : Cigarettes et bas nylon téléfilm de Fabrice Cazeneuve (fort de Cormeilles)
  - 2011 : La Lisière de Géraldine Bajard
  - 2014 : Boulevard du Palais série télévisée[62]
  - 2021 : Sam (saison 5) série télévisée[63]
- Cormeilles-en-Vexin
  - 1955 : Les héros sont fatigués d'Yves Ciampi[35]
  - 1973 : Prêtres interdits de Denys de La Patellière
  - 1974 : Le Mouton enragé de Michel Deville
  - 1980 : Le Guignolo de Georges Lautner[35]
  - 1991 : L'Opération Corned Beef de Jean-Marie Poiré[64]
  - 1992 : L'Accompagnatrice de Claude Miller[64]
  - 1993 : Les Visiteurs de Jean-Marie Poiré
  - 1996 : Long cours téléfilm d'Alain Tasma
  - 1998 : Trafic d'influence de Dominique Farrugia[35]
  - 2000 : L'Extraterrestre de Didier Bourdon[64]
  - 2000 : Route de nuit téléfilm de Laurent Dussaux[64]
  - 2002 : Rue des plaisirs de Patrice Leconte[65]
  - 2003 : Procès de famille téléfilm d'Alain Tasma
  - 2005 : Les Âmes grises de Yves Angelo
  - 2007 : La Légende des trois clefs de Patrick Dewolf[66]
  - 2008 : Ca$h d'Éric Besnard[66]
  - 2010 : Trois filles en cavale téléfilm de Didier Albert
  - 2015 : Un début prometteur d'Emma Luchini
  - 2016 : La Dream Team de Thomas Sorriaux
  - 2018 : Les Tuche 3 d'Olivier Baroux[16]
- Courdimanche
  - 1994 : Priez pour nous de Jean-Pierre Vergne
  - 2004 : L'Un contre l'autre, téléfilm de Dominique Baron[67],[68]

## D
- Haut – A
- B
- C
- D
- E
- F
- G
- H
- I
- J
- K
- L
- M
- N
- O
- P
- Q
- R
- S
- T
- U
- V
- W
- X
- Y
- Z

- Deuil-la-Barre :
  - 1953 : Quand tu liras cette lettre de Jean-Pierre Melville
  - 1965 : Les Cinq Dernières Minutes, épisode « La Chasse aux grenouilles », série télévisée de Claude Loursais[69]
- Domont
  - 1969 : Le Temps des loups de Sergio Gobbi
  - 2005 : Sexe, Magouilles et Culture générale de Laurent Baffie
  - 2007 : Les Fragments d'Antonin de Gabriel Le Bomin
  - 2016 : Commissariat central série télévisée[70]
  - 2017 : Distortion [71] de Grégory Papinutto[72]
  - 2017 : Je t'aime à la folie[73] de Gilbert Glogowski[74]

## E
- Haut – A
- B
- C
- D
- E
- F
- G
- H
- I
- J
- K
- L
- M
- N
- O
- P
- Q
- R
- S
- T
- U
- V
- W
- X
- Y
- Z

- Eaubonne
  - 1976 : Mado de Claude Sautet

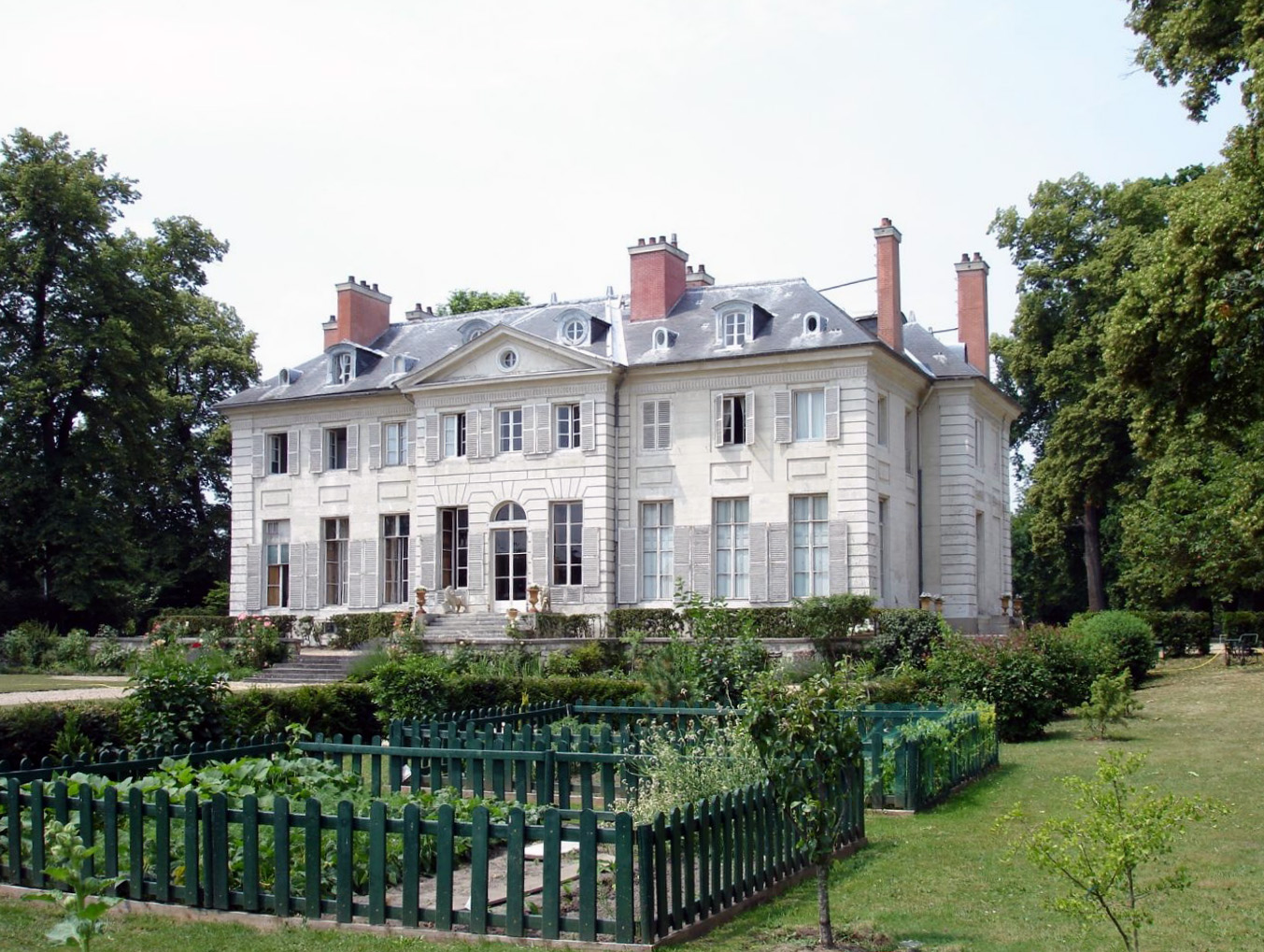
Le château de la Chesnaie à Eaubonne

  - 2001 : Le Fabuleux Destin d'Amélie Poulain de Jean-Pierre Jeunet[75]
  - 2003 : France Boutique de Tonie Marshall
  - 2006 : Marie Humbert, le secret d'une mère Téléfilm de Marc Angelo
  - 2007 : Trois amis de Michel Boujenah
  - 2008 : Coluche, l'histoire d'un mec d'Antoine de Caunes

- Ecouen

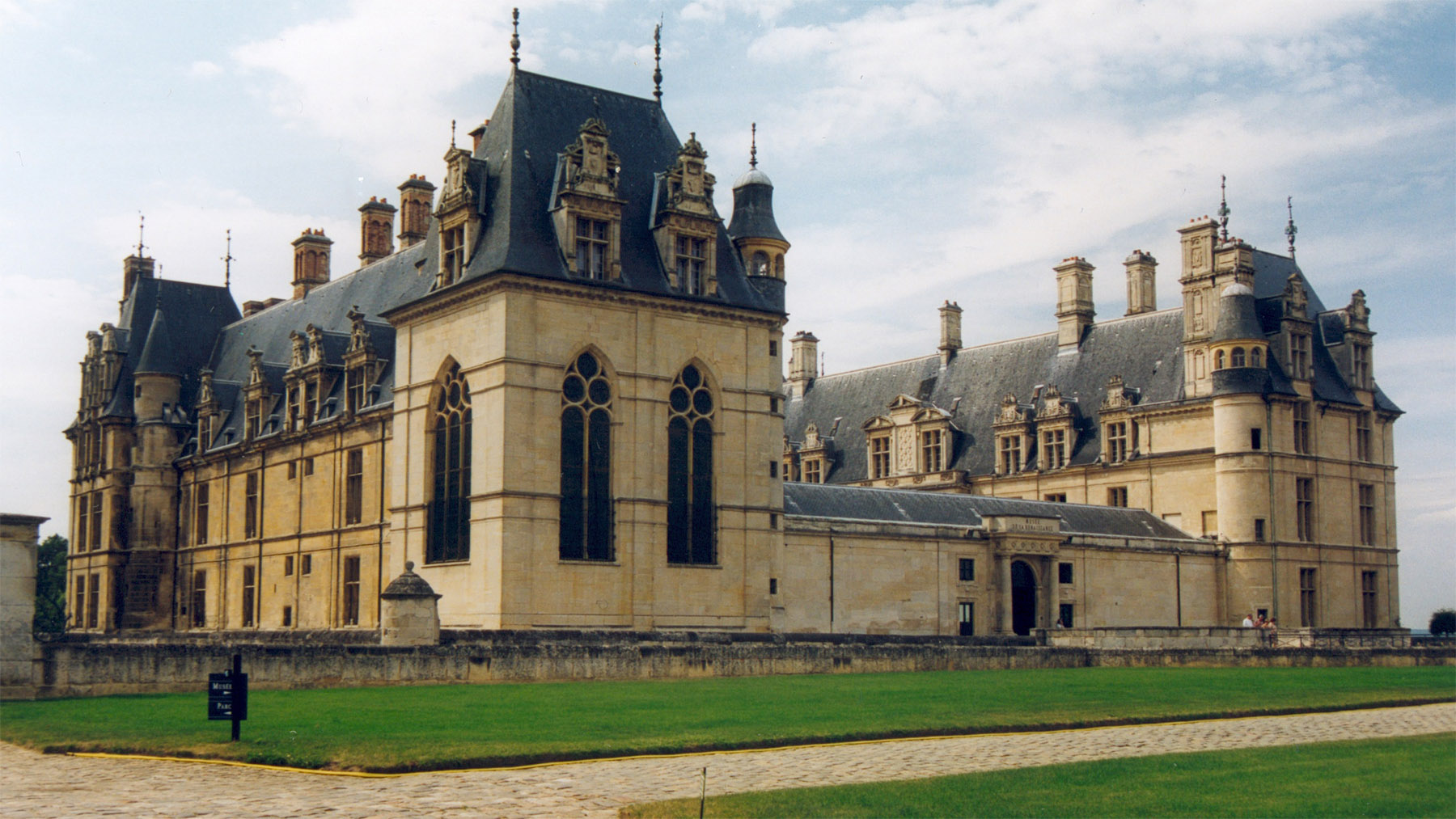
Le château d'Écouen

  - 1962 : Le Masque de fer de Henri Decoin[76]
  - 1983 : Tchao pantin de Claude Berri[77]
  - 1989 : La Révolution Françaisede Robert Enrico et Richard T. Heffron
  - 1995 : Les Anges gardiens de Jean-Marie Poiré
  - 2005 : Galilée ou l'Amour de Dieu de Jean-Daniel Verhaeghe[76]
  - 2008 : Rose et Noir de Gérard Jugnot
  - 2010 : Nicolas Le Floch, épisode 5 : La Larme de Varsovie série télévisée de Nicolas Picard-Dreyfuss[76],[78]
  - 2013 : Nicolas Le Floch, épisode 9 : Le Crime de l’hôtel Saint-Florentin série télévisée de Philippe Bérenger

- Enghien-les-Bains :

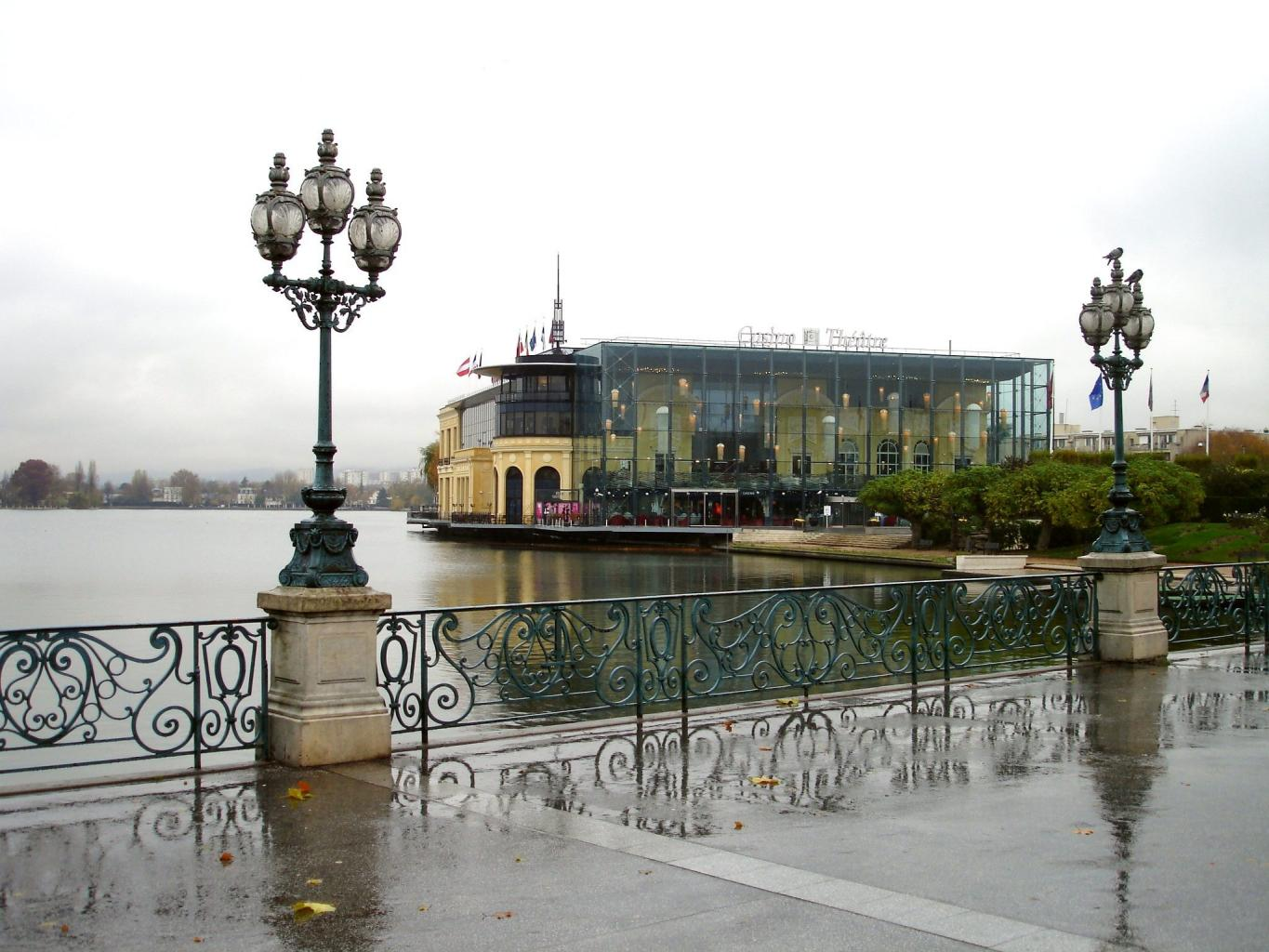
Le casino d'Enghien-les-Bains

  - 1901 : Patineurs sur le lac d’Enghien des actualités Pathé[79]
  - 1953 : Quand tu liras cette lettre de Jean-Pierre Melville
  - 1959 : Signé Arsène Lupin d'Yves Robert
  - 1963 : La Baie des Anges de Jacques Demi[80]
  - 1963 : L'Honorable Stanislas, agent secret de Jean-Charles Dudrumet
  - 1964 : Patate de Robert Thomas
  - 1964 : Une fille et des fusils de Claude Lelouch
  - 1965 :Le Bonheur conjugal feuilleton télévisé de Jacqueline Audry
  - 1965 : Les Grandes Gueules de Robert Enrico
  - 1965 : Chambre à louer feuilleton télévisé de Jean-Pierre Desagnat
  - 1966 : Les Combinards de Jean-Claude Roy[81]
  - 1973 : Les Voraces de Sergio Gobbi
  - 1974 : La Rivale de Sergio Gobbi
  - 1981 : Putain d'histoire d'amour de Gilles Béhat
  - 1981 : L'Amour nu de Yannick Bellon
  - 1982 : Tir groupé de Jean-Claude Missiaen
  - 1986 : Le Débutant de Daniel Janneau
  - 1988 : Blanc de Chine de Denys Granier-Deferre
  - 1988 : Quelques jours avec moi de Claude Sautet
  - 1996 : Un héros très discret de Jacques Audiard
  - 1997 : Le Cousin d'Alain Corneau
  - 2001 : L'Engrenage de Frank Nicotra
  - 2001 : Le Fabuleux Destin d'Amélie Poulain de Jean-Pierre Jeunet
  - 2002 : Rien ne va plus téléfilm de Michel Sibra
  - 2003 : Les Thibault feuilleton télévisé de Jean-Daniel Verhaeghe
  - 2007 : Faut que ça danse ! de Noémie Lvovsky
  - 2009 : Le Coach d'Olivier Doran
- Ennery
  - 1958 : À pied, à cheval et en spoutnik de Jean Dréville
  - 1969 : La Fiancée du pirate de Nelly Kaplan
  - 1969 : La Gitane de Philippe de Broca
  - 1999 : Trafic d'influence de Dominique Farrugia
  - 2006 : Fête de famille feuilleton télévisé de Pascale Breugnot
  - 2011 : Les Beaux Mecs feuilleton télévisé de Gilles Bannier
  - 2018 : Les Tuche 3 d'Olivier Baroux[16]
- Épiais-lès-Louvres
  - 2003 : Femmes de loi au moins un épisode du feuilleton télévisé de Benoît Valère
- Epiais-Rhus[82] :
  - 1973 : Prêtres interdits de Denys de La Patellière
  - 1975 : Les vécés étaient fermés de l'intérieur de Patrice Leconte
  - 1975 : Une baleine qui avait mal aux dents de Jacques Bral
  - 1992 : L'Accompagnatrice de Claude Miller
  - 1992 : La Cavale infernale téléfilm de Bruno Le Jean
  - 1993 : Jacques le Fataliste d'Antoine Douchet
  - 1995 : Le Miracle de l'amour de Jean-Luc Azoulay
  - 1995 : Maigret et l'Affaire Saint-Fiacre téléfilm de Denys de La Patellière
  - 1997 : L'Enfant perdu téléfilm de Christian Faure
  - 1998 : Les rives du Paradis téléfilm de Robin Davis
  - 1998 : … Comme elle respire de Pierre Salvadori
  - 2002 : Adolphe de Benoît Jacquot
  - 2002 : Jean Moulin téléfilm d'Yves Boisset
  - 2002 : La Mentale de Manuel Boursinhac
  - 2006 : Le Grand Meaulnes de Jean-Daniel Verhaeghe
  - 2008 : Contes et nouvelles du XIXe siècle (épisode : La Maison Tellier série télévisée d'Élisabeth Rappeneau
  - 2008 : Un épisode de la saison 2 de Clara Sheller série télévisée de Nicolas Mercier
  - 2009 : Un village français téléfilm de Frédéric Krivine, Philippe Triboit et Emmanuel Daucé
  - 2009 : Blanche Maupas téléfilm de Patrick Jamain
  - 2012 : Des morceaux de moi de Nolwenn Lemesle
  - 2012 : Vous n'avez encore rien vu d'Alain Resnais
  - 2014 : On a failli être amies d'Anne Le Ny
  - 2017 : Je suis coupable téléfilm de Christophe Lamotte[16]

- Epinay-Champlatreux :

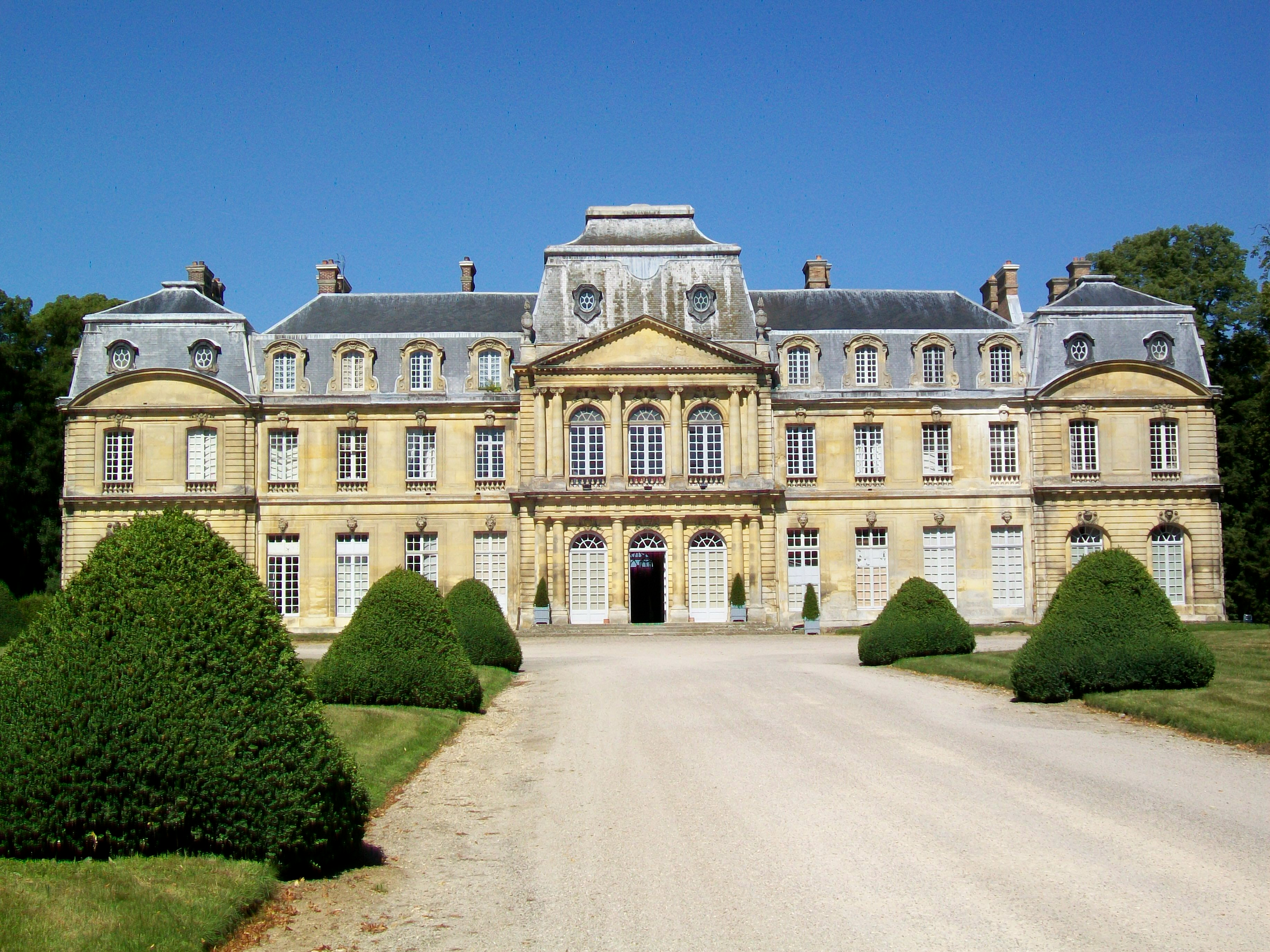
Le château de Champlâtreux

  - 1933 : Les Deux Canards d'Erich Schmidt[83]
  - 1938 : Entrée des artistes de Marc Allégret[83]
  - 1938 : Je chante de Christian Stengel[83]
  - 1945 : Boule de Suif de Christian-Jaque[83]
  - 1954 : Votre dévoué Blake de Jean Laviron[83]
  - 1955 : Coup dur chez les mous de Jean Loubignac[83]
  - 1958 : Paris Holiday de Gerd Oswald[83]
  - 1966 : Les Compagnons de Jéhu feuilleton télévisé de Michel Drach[84],[83]
  - 1969 : L’Arbre de Noël de Terence Young[85]
  - 1976 : L'Alpagueur de Philippe Labro[83]
  - 1992 : Le retour de Casanova d'Édouard Niermans[83],[86]
  - 1992 : Room service de Georges Lautner[83]
  - 1992 : Le temps retrouvé de Raoul Ruiz[83]
  - 1996 : Le Roi des aulnes de Volker Schlöndorff[83]
  - 1999 : La vie ne me fait pas peur de Noémie Lvovsky[83]
  - 2000 : L'Extraterrestre de Didier Bourdon[83]
  - 2000 : Vatel de Roland Joffe[83]
  - 2001 : Vidocq de Pitof[83]
  - 2001 : Les morsures de l'aube d'Antoine de Caunes[83]
  - 2004 : L'ex-femme de ma vie de Josiane Balasko[83]
  - 2006 : Un secret de Claude Miller[83]
  - 2006 : Le Jour du festin court métrage de Cédric Hachard[83]
  - 2006 : Jeanne Poisson, marquise de Pompadour, téléfilm de Robin Davis[83]
  - 2007 : Jean de la Fontaine, le défi de Daniel Vigne[83]

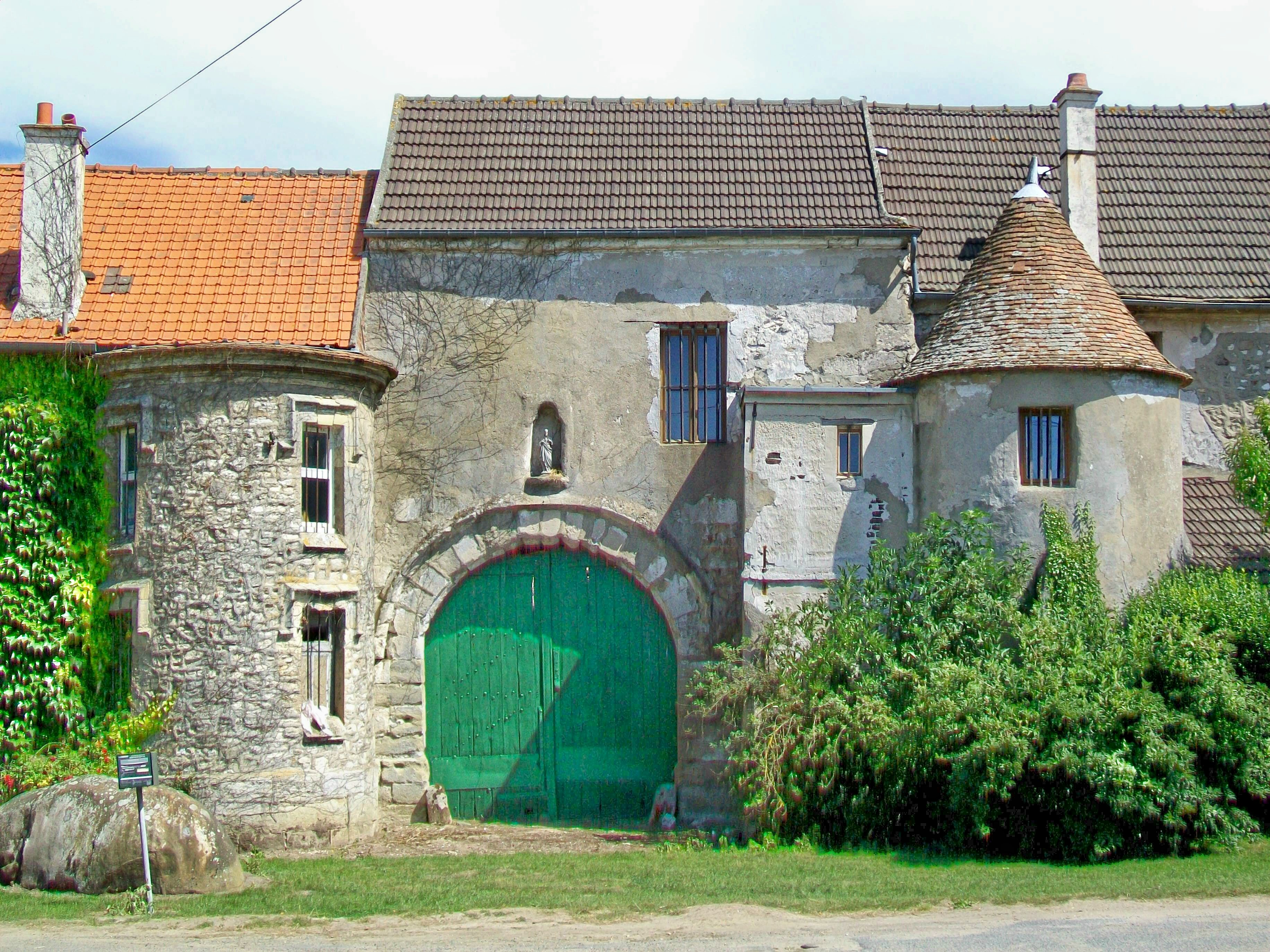
La ferme de Trianon à Épinay-Champlâtreux

- - 2007 : Les Fragments d'Antonin de Gabriel Le Bomin[83],[87]
  - 2008 : Nicolas Le Floch, série télévisée d'Edwin Baily Épisode "L’Homme au ventre de plomb"[83]
  - 2009 : Le Bourgeois gentilhomme, téléfilm de Christian de Chalonge[83]
  - 2010 : Manon Lescaut, téléfilm de Gabriel Aghion[83],[21]
  - 2011 : 1788... et demi série télévisée d'Olivier Guignard[22]
  - 2011 : Louis XVI, l'homme qui ne voulait pas être roi de Thierry Binisti[22]
  - 2012 : Nicolas Le Floch, série télévisée de Nicolas Picard-Dreyfuss Épisode "Le Dîner de gueux" (ferme de Trianon)[83]
  - 2017 : La Loi de..., téléfilm Épisode La Loi de Julien — Le Bon Fils de Christophe Douchand[83]
  - 2019 : La Belle Époque de Nicolas Bedos[83],[16]
  - 2021 : Délicieux d'Éric Besnard[83]
- Éragny
  - 1980 : Mon oncle d'Amérique d'Alain Resnais[88]
  - 1986 : La Gitane de Philippe de Broca[89]
  - 2007 : Naissance des pieuvres de Céline Sciamma
  - 2009 : Les livres qui tuent téléfilm de Denys Granier-Deferre
- Ermont
  - 1987 : Charlie Dingo de Gilles Béhat
  - 2001 : Le Fabuleux Destin d'Amélie Poulain de Jean-Pierre Jeunet
- Ézanville
  - 2011 : Dénoncez sous Vichy documentaire de David Korn-Brzoza

## F
- Haut – A
- B
- C
- D
- E
- F
- G
- H
- I
- J
- K
- L
- M
- N
- O
- P
- Q
- R
- S
- T
- U
- V
- W
- X
- Y
- Z

- Fontenay-en-Parisis
  - 1959 : Le Gendarme de Champignol de Jean Bastia
  - 1981 : Les Espadrilles prennent l'eau de José Pinheiro
  - 1988 : Le Plaisir, et ses petits tracas de Nicolas Boukhrief
  - 1999 : Trafic d’influence de Dominique Farrugia
  - 2003 : Qu'elle est belle la quarantaine ! téléfilm d'Alexis Lecaye
  - 2003 : Tout le monde rêve de voler téléfilm de Dominique Ladoge
  - 2003 : La Beuze de François Desagnat et Thomas Sorriaux
  - 2007 : J'ai toujours rêvé d'être un gangster de Samuel Benchetrit
  - 2008 : La Tangente court-métrage de Vincent Vesco
- Fosses :
  - 1984 : Frankenstein 90 d’Alain Jessua[90].
  - 1990 : Tonka d’Jean-Hugues Anglade
  - 2010 : La Révolte court-métrage de Nicolas Miram

- Franconville :

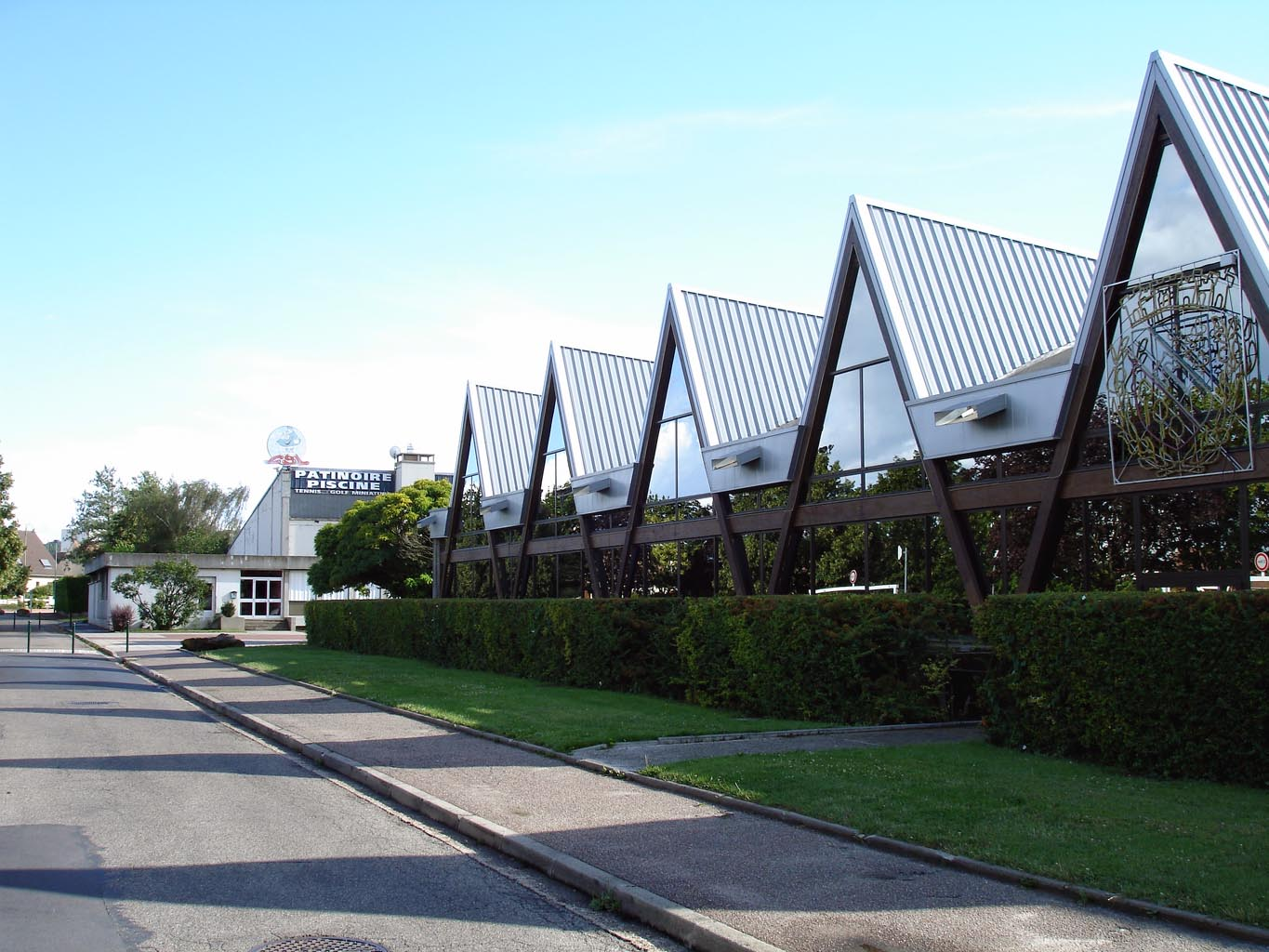
La patinoire de Franconville

  - 1985 : À nous les garçons de Michel Lang[91]
  - 1993 : Seconde B de Didier Albert
  - 1993 : La Patinoire de Jean-Philippe Toussaint[91]
  - 1996 : Les Cordier, juge et flic : "Cathy" (saison 4, épisode 1) de Alain Wermus et Alain Page[92]
  - 2002 : Les Cordier, juge et flic série TV d'Alain Page
  - 2004 : Narco de Gilles Lellouche et Tristan Aurouet
  - 2004 : Nathalie... d'Anne Fontaine[91]
  - 2011 : La Lisière de Géraldine Bajard
  - 2016 : Sam série TV de Claire Le Maréchal et Stéphanie Tchou-Cotta
- Frémainville :
  - 1967 : Diaboliquement vôtre de Julien Duvivier[93]
  - 1973 : Les Aventures de Rabbi Jacob de Gérard Oury[94].
  - 1981 : Une robe noire pour un tueur de José Giovanni[93]
  - 1994 : Aux petits bonheurs de Michel Deville
  - 1997 : Lucie Aubrac de Claude Berri
  - 2000 : L'Extraterrestre de Didier Bourdon[93]
  - 2001 : Du côté des filles de Françoise Decaux-Thomelet
  - 2004 : 36 quai des Orfèvres d'Olivier Marchal[93]
  - 2009 : Pièce Montée de Denys Granier Deferre[95],
- Frémécourt :
  - 1983 : Le Faucon de Paul Boujenah
  - 1984 : Liste noire d'Alain Bonnot
  - 1991 : L'Opération Corned-Beef de Jean-Marie Poiré
  - 1992 : L'Accompagnatrice de Claude Miller[96]
  - 1993 : Les Visiteurs de Jean-Marie Poiré[97]
  - 1994 : Les Misérables de Claude Lelouch
  - 2000 : L'Extraterrestre de Didier Bourdon
- Frépillon :
  - 1983 : Coup de foudre de Diane Kurys
- Frouville :
  - 1949 : On ne triche pas avec la vie de René Delacroix
  - 1954 : Le Vicomte de Bragelonne de Fernando Cerchio
  - 1970 : Élise ou la vraie vie de Michel Drach

## G
- Haut – A
- B
- C
- D
- E
- F
- G
- H
- I
- J
- K
- L
- M
- N
- O
- P
- Q
- R
- S
- T
- U
- V
- W
- X
- Y
- Z

- Gadancourt :
  - 1977 : Bobby Deerfield de Sydney Pollack
  - 1994 : Du fond du cœur de Jacques Doillon
  - 2001 : Nestor Burma épisode Noblesse désoblige Série TV, Septième saison, de Philippe Venault
  - 2006 : Chat bleu, chat noir Téléfilm de Jean-Louis Lorenzi
  - 2006 : Le Monsieur d'en face Téléfilm d'Alain Robillard
  - 2007 : Le Clan Pasquier Feuilleton de Jean-Daniel Verhaeghe
  - 2008 : Faubourg 36 de Christophe Barratier
  - 2008 : 15 ans et demi de François Desagnat
  - 2010 : Elle s'appelait Sarah de Gilles Paquet-Brenner
  - 2015 : Versailles série télévisée de Jalil Lespert
- Garges-lès-Gonesse :
  - 1962 : Mélodie en sous-sol d’Henri Verneuil[98]
  - 1973 : Il n'y a pas de fumée sans feu d'André Cayatte[98]
  - 1980 : Girls de Just Jaeckin[98]
  - 1995 : Rai de Thomas Gilou[98]
  - 1997 : La Vérité si je mens ! de Thomas Gilou[98]
  - 2001 : Reines d'un jour de Marion Vernoux[98]
  - 2017 : Madame Hyde de Serge Bozon
- Genainville
  - 1970 : Chefs-d'œuvre en péril émission de télévision de Pierre-Henri Mitard
  - 2016 : Médecin de campagne de Thomas Lilti[16]
- Génicourt :
  - 1955 : Les héros sont fatigués d'Yves Ciampi[35]
  - 1980 : Le Guignolo de Georges Lautner[35]
  - 1991 : L'Opération Corned-Beef de Jean-Marie Poiré[35]
  - 1993 : Jacques le Fataliste d'Antoine Douchet
  - 1998 : Trafic d'influence de Dominique Farrugia[35]
  - 2001 : Fantasy 1 de Pierre Bitoun
  - 2007 : Le Candidat de Niels Arestrup
  - 2018 : Les Tuche 3 d'Olivier Baroux[16]
- Gonesse
  - 1995 : Rai de Thomas Gilou
  - 1995 : Les Anges gardiens de Jean-Marie Poiré
  - 2006 : L'État de Grace série télévisée de Pascal Chaumeil
  - 2017 : L'Un dans l'autre de Bruno Chiche[99]
  - 2017 : Seuls de David Moreau
- Goussainville :
  - 1959 : Le Gendarme de Champignol de Jean Bastia
  - 1973 : Les Aventures de Rabbi Jacob de Gérard Oury[100].
  - 1994 : Hexagone de Malik Chibane[101]
  - 2010 : Roses à crédit Téléfilm d'Amos Gitaï
  - 2015 : Un début prometteur d'Emma Luchini[102]
- Grisy-les-Plâtres :
  - 1955 : Les Aristocrates de Denys de La Patellière
  - 1973 : Prêtres interdits de Denys de La Patellière
  - 1974 : Ardéchois cœur fidèle feuilleton télévisé de Jean-Pierre Gallo
  - 1974 : Sombres vacances de Gérard Pirès
  - 1975 : L'Agression de Gérard Pirès
  - 1976 : Mado de Claude Sautet
  - 1980 : Inspecteur la Bavure de Claude Zidi
  - 1993 : Profil bas de Claude Zidi
  - 1998 : Une chance sur deux de Patrice Leconte
  - 2000 : La Chanson du maçon téléfilm de Nina Companeez
  - 2006 : Fête de famille téléfilm de Pascale Breugnot
  - 2007 : Naissance des pieuvres de Céline Sciamma
  - 2010 : Dame de pique téléfilm de Charlotte Brandström
  - 2011 : La Lisière de Géraldine Bajard
  - 2015 : Un début prometteur d'Emma Luchini
- Groslay :
  - 1988 : Itinéraire d'un enfant gâté de Claude Lelouch[103]
  - 1999 : Marie Fransson de Christiane Spiero
- Guiry-en-Vexin
  - 1970 : Chefs-d'œuvre en péril émission de télévision de Pierre-Henri Mitard
  - 1987 : Le Moustachu de Dominique Chaussois
  - 2005 : La Légende vraie de la tour Eiffel de Simon Brook

## H
- Haut – A
- B
- C
- D
- E
- F
- G
- H
- I
- J
- K
- L
- M
- N
- O
- P
- Q
- R
- S
- T
- U
- V
- W
- X
- Y
- Z

- Haravilliers
  - 1949 : On ne triche pas avec la vie de René Delacroix et Paul Vandenberghe
  - 1969 : La Nuit du carrefour, téléfilm de la série Les Enquêtes du commissaire Maigret
  - 1976 : Mado de Claude Sautet
  - 2006 : Fête de famille mini-série de Pascale Breugnot
  - 2012 : Des morceaux de moi de Nolwenn Lemesle
- Herblay :
  - 1955 : Napoléon de Sacha Guitry[104]
  - 1956 : Voici le temps des assassins de Julien Duvivier
  - 1976 : Le Bon et les Méchants de Claude Lelouch
  - 1990 : Trois années de Fabrice Cazeneuve
  - 1993 : Profil bas de Claude Zidi
  - 1999 : Épouse-moi de Harriet Marin
  - 2000 : Le Secret de Virginie Wagon
  - 2001 : La Répétition de Catherine Corsini
  - 2001 : L'Engrenage de Frank Nicotra
  - 2006 : La Californie de Jacques Fieschi
  - 2010 : Mumu de Joël Séria
- Hérouville :
  - 1946 : Le Père tranquille de René Clément
  - 1950 : Justice est faite d'André Cayatte
  - 1969 : La Fiancée du pirate de Nelly Kaplan
  - 1969 : Pique-nique : À Hérouville, chez Michel Magne de Raoul Sangla
  - 1995 : Forget Paris de Billy Crystal
  - 2008 : Alice Nevers, le juge est une femme série TV de René Manzor
  - 2011 : Il reste du jambon ? d'Anne Depétrini
- Hodent
  - 1962 : Le Gentleman d'Epsom de Gilles Grangier
  - 1966 : La Fantastique Histoire vraie d'Eddie Chapman (Triple Cross) de Terence Young

## I
- Haut – A
- B
- C
- D
- E
- F
- G
- H
- I
- J
- K
- L
- M
- N
- O
- P
- Q
- R
- S
- T
- U
- V
- W
- X
- Y
- Z

- L'Isle Adam
  - 1920 : La Vallée de l’Oise de Creil à Pontoise, Documentaire
  - 1926 : Le miroir à deux faces de Jean Epstein
  - 1930 : Au Bonheur des Dames de Julien Duvivier
  - 1933 : Les Vacances à Paris, actualités Pathé
  - 1935 : Jim la Houlette d'André Berthomieu
  - 1949 : De sentiers et de rêve d'Alexandre Robert
  - 1951 : Bibi Fricotin de Maurice Baquet.
  - 1959 : Rue des prairies de Denys de La Patellière.
  - 1965 : Les Enquiquineurs de Roland Quignon.
  - 1969 : La Fiancée du pirate de Nelly Kaplan.
  - 1973 : L'Éducation sentimentale, série télévisée de Marcel Cravenne
  - 1981 : Les Espadrilles prennent l'eau de José Pinheiro.
  - 1984 : Partir, revenir de Claude Lelouch
  - 1986 : Le Débutant de Daniel Janneau.
  - 1987 : Tant qu'il y aura des femmes de Didier Kaminka.
  - 1995 : Les Misérables de Claude Lelouch
  - 2002 : La Bande du drugstore de François Armanet
  - 2004 : Les Montana téléfilm de Franck Ollivier
  - 2005 : Les Aristos de Charlotte de Turckheim
  - 2006 : Un secret de Claude Miller
  - 2006 : Fête de famille, feuilleton télévisé Lorenzo Gabriele
  - 2006 : Les Amants du Flore téléfilm d'Ilan Duran Cohen
  - 2006 : Danse avec lui de Valérie Guignabodet
  - 2009 : Le Séminaire de Caméra Café de Charles Némès

## J
- Haut – A
- B
- C
- D
- E
- F
- G
- H
- I
- J
- K
- L
- M
- N
- O
- P
- Q
- R
- S
- T
- U
- V
- W
- X
- Y
- Z

- Jouy le Moutier
  - 1960 : Un Martien à Paris de Jean-Daniel Daninos
  - 1966 : Les Compagnons de Jéhu feuilleton télévisé de Michel Drach[84]
  - 1975 : On a retrouvé la 7e compagnie de Robert Lamoureux (L’église et la mairie)[9].
  - 1979 : Les Chiens d'Alain Jessua
  - 1982 : L'Esprit de famille de Roland-Bernard

## L
- Labbeville :

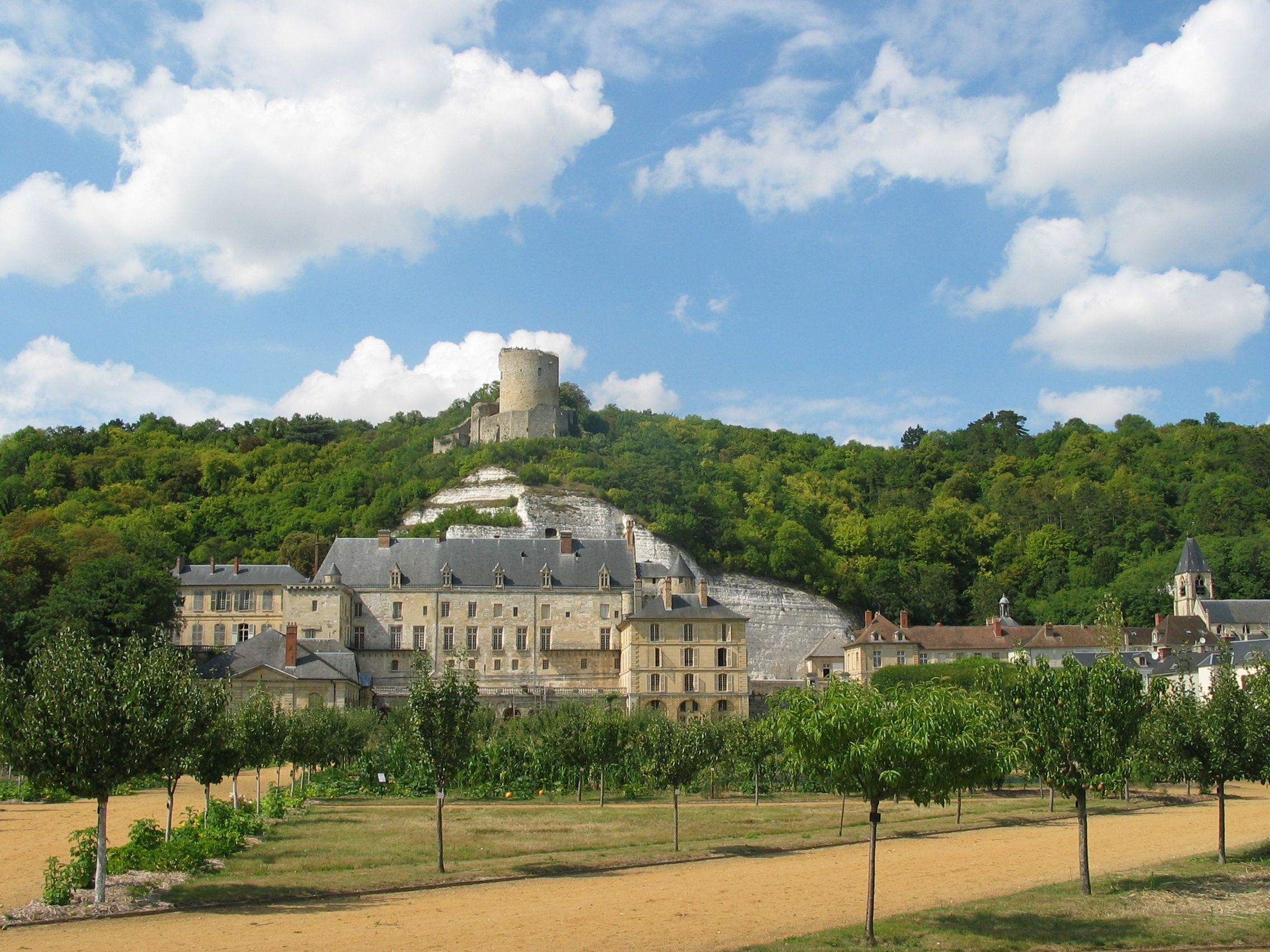
Château de La Roche-Guyon.

  - 1969 : La Fiancée du pirate de Nelly Kaplan
  - 1985 : L'Été prochain de Nadine Trintignant
  - 2002 : Ah ! si j'étais riche de Gérard Bitton et Michel Munz
- La Chapelle-en-Vexin
  - 2016 : Médecin de campagne de Thomas Lilti[16]
- La Frette-sur-Seine
  - 1987 : Association de malfaiteurs de Claude Zidi[105]
- La Roche-Guyon
  - 1936 : La Pocharde de Jean-Louis Bouquet et Jean Kemm
  - 1964 : Fantômas d’André Hunebelle[106]
  - 1967 : Le soleil des voyous de Jean Delannoy
  - 1968 : Béru et ces dames de Guy Lefranc[107]
  - 1968 : Vierges et vampires de Jean Rollin[107]
  - 1970 : Le Boucher de Claude Chabrol
  - 1980 : Les Sous-doués de Claude Zidi
  - 1993 : La Cavale des fous de Marco Pico
  - 1994 : Le Parfum d'Yvonne de Patrice Leconte
  - 1994 : Un jour avant l'aube téléfilm de Jacques Ertaud
  - 1995 : Le Dernier des Pélicans de Marco Pico
  - 1995 : Virage de Ludovic Cantais
  - 1997 : Les Palmes de M. Schutz de Claude Pinoteau
  - 1997 : Un amour de sorcière de René Manzor
  - 1998 : Les Couloirs du temps : Les Visiteurs 2 de Jean-Marie Poiré
  - 2004 : D-Day, leur jour le plus long de Richard Dal[107]
  - 2015 : Marguerite et Julien de Valérie Donzelli[108]
- Le Bellay-en-Vexin
  - 2007 : Frontières de Xavier Gens
  - 2010 : Le Baltringue de Cyril Sebas
- Le Heaulme
  - 1987 : De guerre lasse de Robert Enrico
  - 1997 : Les Sœurs Soleil de Jeannot Szwarc
  - 1997 : Le Diable en sabots série TV de Nicole Berckmans[109]
  - 2003 : Bon voyage de Jean-Paul Rappeneau
  - 2010 : Pieds nus sur les limaces de Fabienne Berthaud
  - 2011 : Le Désert de l'amour téléfilm de Jean-Daniel Verhaeghe
- Le Mesnil-Aubry
  - Plusieurs épisodes du Groland (Canal+)
- Le Perchay
  - 2007 : Danse avec lui de Valérie Guignabodet
  - 2014 : La Famille Bélier d'Éric Lartigau
- Le Plessis-Gassot
  - 1991 : L'Opération Corned-Beef de Jean-Marie Poiré
  - 1998 : Le Comte de Monte-Cristo feuilleton télévisé de Josée Dayan
  - 1998 : Charité Biz'ness de Thierry Barthes
  - 2007 : J'ai toujours rêvé d'être un gangster de Samuel Benchetrit
- Le Thillay
  - 1976 : L'Alpagueur de Philippe Labro[110]
- Livilliers
  - 1984 : Le Juge de Philippe Lefebvre
  - 1985 : Le Mariage du siècle de Philippe Galland
  - 1992 : L'Accompagnatrice de Claude Miller
  - 1995 : La Rivière Espérance série TV de Josée Dayan
  - 2001 : Fantasy 1 de Pierre Bitoun
  - 2004 : Les Onze commandements de François Desagnat et Thomas Sorriaux
  - 2014 : On a failli être amies d'Anne Le Ny
- Longuesse
  - 1985 : Scout toujours… de Gérard Jugnot
  - 2000 : Nuit de chien court-métrage de Werner Schroeter
  - 2001 : Du côté des filles de Françoise Decaux-Thomelet
  - 2007 : La Disparue de Deauville de Sophie Marceau
  - 2009 : Suite noire : Vitrage à la corde téléfilm de la série Suite noire de Laurent Bouhnik
  - 2010 : Vidéoclip Le Jour Parfait de l'album Dingue d'Emmanuelle Seigner

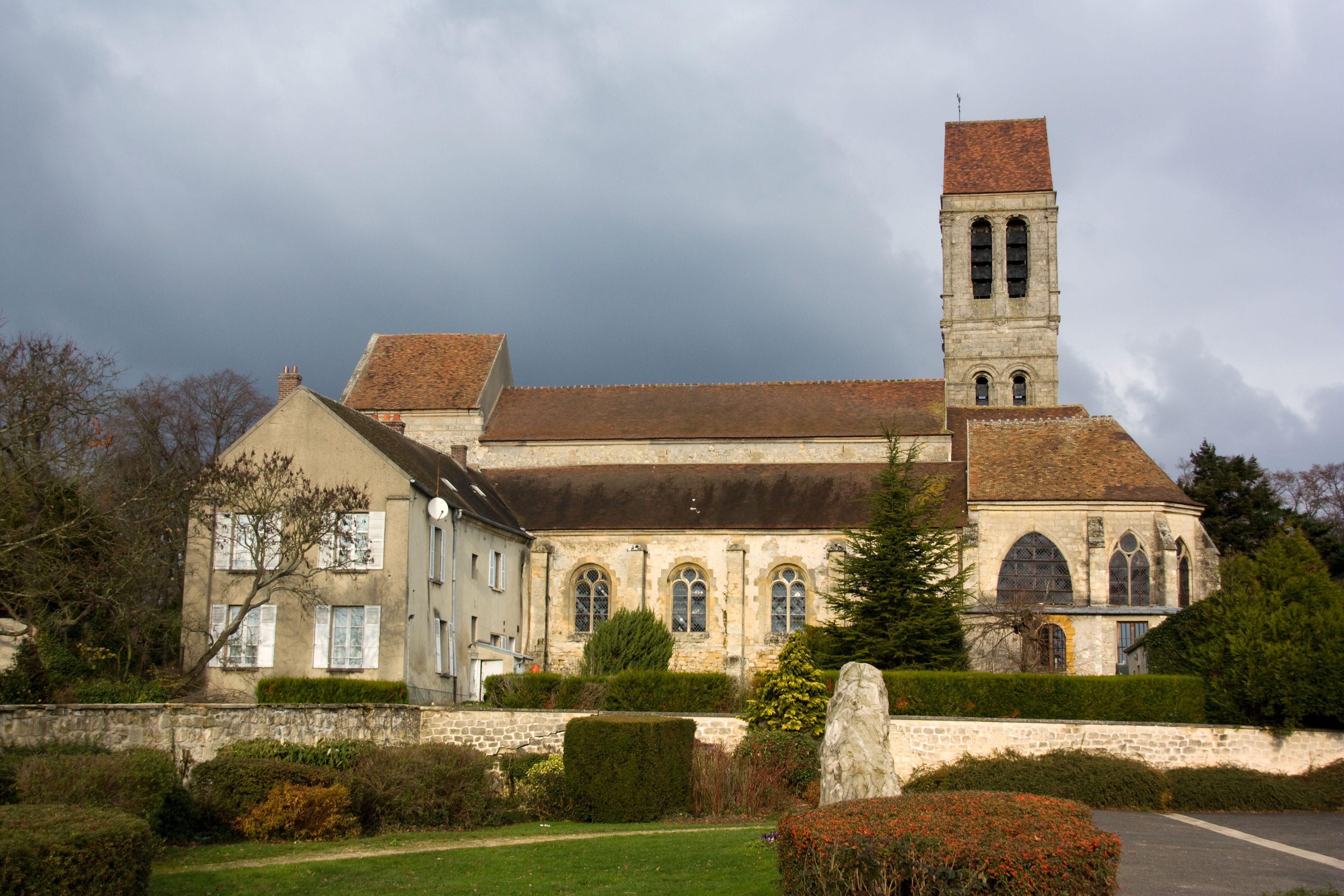
Église Saint-Côme-Saint-Damien de Luzarches

- - 2017 : Alibi.com de Philippe Lacheau
- Luzarches
  - 1935 : Jim la Houlette d'André Berthomieu
  - 1938 : Entrée des artistes de Marc Allégret
  - 1945 : Boule de Suif de Christian-Jaque
  - 1965 : Quoi de neuf Pussycat ? de Clive Donner[111].
  - 1969 : L'Arbre de Noël de Terence Young
  - 1972 : Un meurtre est un meurtre d'Étienne Périer
  - 1974 : La Rivale de Sergio Gobbi
  - 1976 : L'Alpagueur de Philippe Labro
  - 1979 : Retour à la bien-aimée de Jean-François Adam
  - 1992 : Le Zèbre de Jean Poiret
  - 1994 : Le Mur aux fées de Michel Leviant
  - 1997 : Nini téléfilm de Myriam Touzé
  - 1998 : Les Couloirs du temps : Les Visiteurs 2 de Jean-Marie Poiré
  - 1999 : Balzac téléfilm de Josée Dayan[112]
  - 1999 : Le Temps retrouvé de Raoul Ruiz[112]
  - 2001 : Vérité apparente d'Adam Brooks[112]
  - 2003 : Ambre a disparu téléfilm de Denys Granier-Deferre
  - 2005 : 1 épisode de Louis Page série télévisée de Jean-Louis Bertuccelli[112]
  - 2006 : Un secret de Claude Miller
  - 2006 : Retrouver Sara téléfilm de Claude d'Anna
  - 2007 : En souvenir de nous de Michel Leviant
  - 2007 :  Diana: Last Days of a Princess (en) de Richard Dale
  - 2008 : Coluche, l'histoire d'un mec d'Antoine de Caunes
  - 2008 : Go Fast d'Olivier Van Hoofstadt
  - 2008 : Mesrine : l'ennemi public n° 1 de Jean-François Richet
  - 2008 : Le Nouveau protocole de Thomas Vincent
  - 2008 : Cellule Identité série télévisée de Stéphane Kappes
  - 2011 : Équipe médicale d'urgence série télévisée d'Étienne Dhaene
  - 2011 : L'Épervier série télévisée de Stéphane Clavier[23]
  - 2011 : La Lisière de Géraldine Bajard
  - 2017 : Je suis coupable téléfilm de Christophe Lamotte[16]
  - 2017 : Seuls de David Moreau

- Haut – A
- B
- C
- D
- E
- F
- G
- H
- I
- J
- K
- L
- M
- N
- O
- P
- Q
- R
- S
- T
- U
- V
- W
- X
- Y
- Z

## M
- Maffliers
  - 2003 : Le Cœur des hommes de Marc Esposito
- Magny-en-Vexin :
  - 1927 : La chute de la maison Usher de Jean Epstein
  - 1961 : La Véritable histoire du Far West feuilleton télévisé d'Albert Riéra
  - 1962 : Le Gentleman d'Epsom de Gilles Grangier
  - 1962 : La Guerre des boutons d'Yves Robert
  - 1966 : La Fantastique Histoire vraie d'Eddie Chapman (Triple Cross) de Terence Young
  - 1968 : Les Cracks d'Alex Joffé.
  - 1970 : Le Mur de l’Atlantique de Marcel Camus.
  - 1998 : Les Couloirs du temps : Les Visiteurs 2 de Jean-Marie Poiré
  - 2005 : Les Âmes grises de Yves Angelo[113]
  - 2005 : La Légende vraie de la tour Eiffel téléfilm de Simon Brook
  - 2006 : La Panthère rose de Shawn Levy
  - 2006 : Un secret de Claude Miller
  - 2007 : Reporters, saison 1 (ép. 1 à 4) série TV de Suzanne Fenn et Yvan Strasburg
  - 2008 : Plus tard tu comprendras d'Amos Gitaï
  - 2009 : Un village français saison 1 série télévisée de Frédéric Krivine, Philippe Triboit et Emmanuel Daucé[114]
  - 2010 : Cigarettes et bas nylon de Fabrice Cazeneuve
  - 2011 : L'Exercice de l'État de Pierre Schoeller
  - 2012 : Qu'est-ce qu'on va faire de toi ?, téléfilm de Jean-Daniel Verhaeghe[16]
  - 2012 : Radiostars de Romain Lévy
  - 2016 : Médecin de campagne de Thomas Lilti[16]
  - 2017 : Alibi.com de Philippe Lacheau
  - 2018 : Un peuple et son roi de Pierre Schoeller[16]
  - 2018 : La Dernière Folie de Claire Darling de  Julie Bertuccelli[16]
- Mareil-en-France
  - 1978 : 30 millions d'amis, émission sur Le Pailleux de Mareil[115] émission de télévision d'Albert Riéra
  - 2003 : La Beuze de Michaël Youn
- Marines :
  - 1976 : Les Week-ends maléfiques du Comte Zaroff de Michel Lemoine
  - 1978 : La Carapate de Gérard Oury
  - 1981 : Les Espadrilles prennent l'eau de José Pinheiro
  - 1983 : Papy fait de la résistance de Jean-Marie Poiré
  - 1984 : Liste noire de Alain Bonnot
  - 1985 : Sac de nœuds de Josiane Balasko
  - 1991 : L'Opération Corned-Beef de Jean-Marie Poiré
  - 1992 : Olivier, Olivier d'Agnieszka Holland
  - 1992 : Les Visiteurs de Jean-Marie Poiré
  - 1993 : Jacques le Fataliste d'Antoine Douchet
  - 1994 : Rêveuse jeunesse de Nadine Trintignant
  - 1995 : Les Misérables de Claude Lelouch
  - 1997 : Le Diable en sabots de Nicole Berckmans[109]
  - 1997 : Viens jouer dans la cour des grands téléfilm de Caroline Huppert
  - 1998 : Les Rives du paradis de Robin Davis
  - 2000 : L'Extraterrestre de Didier Bourdon
  - 2000 : Louis Page : Le Choix de Thomas de Jean-Louis Lorenzi
  - 2000 : Chère Marianne : La Sous-préfète aux champs de Bernard Uzan
  - 2003 : Bon voyage de Jean-Paul Rappeneau
  - 2005 : Les Inséparables : Tout nouveau tout beau série TV de Élisabeth Rappeneau
  - 2009 : Joséphine, ange gardien : Ennemis jurés série télévisée de Christophe Barbier
  - 2010 : Marion Mazzano de Marc Angelo
  - 2014 : La Famille Bélier d'Éric Lartigau[116]
  - 2018 : Les Tuche 3 d'Olivier Baroux[16]
- Maudétour-en-Vexin
  - 2001 : Les Portes de la gloire de Christian Merret-Palmair.
  - 2006 : La Panthère rose de Shawn Levy
  - 2008 : Séraphine de Martin Provost
  - 2015 : Belles Familles de Jean-Paul Rappeneau[16]
  - 2016 : Médecin de campagne de Thomas Lilti[16]
- Menouville
  - 2006 : Le Grand Meaulnes de Jean-Daniel Verhaeghe
  - 2006 : Marie Besnard, l'empoisonneuse téléfilm de Christian Faure
  - 2006 : Les Fragments d'Antonin de Gabriel Le Bomin[87]
- Menucourt :
  - 2003 : Le Coût de la vie de Philippe Le Guay
  - 2003 : Mais qui a tué Pamela Rose ? d'Éric Lartigau
  - 2004 : L'Un contre l'autre téléfilm de Dominique Baron
  - 2005 : L'un reste, l'autre part de Claude Berri
  - 2006 : Commissaire Moulin : Sous pression série télévisée de José Pinheiro
  - 2008 : Séraphine de Martin Provost

- Mériel - Abbaye Notre-Dame du Val

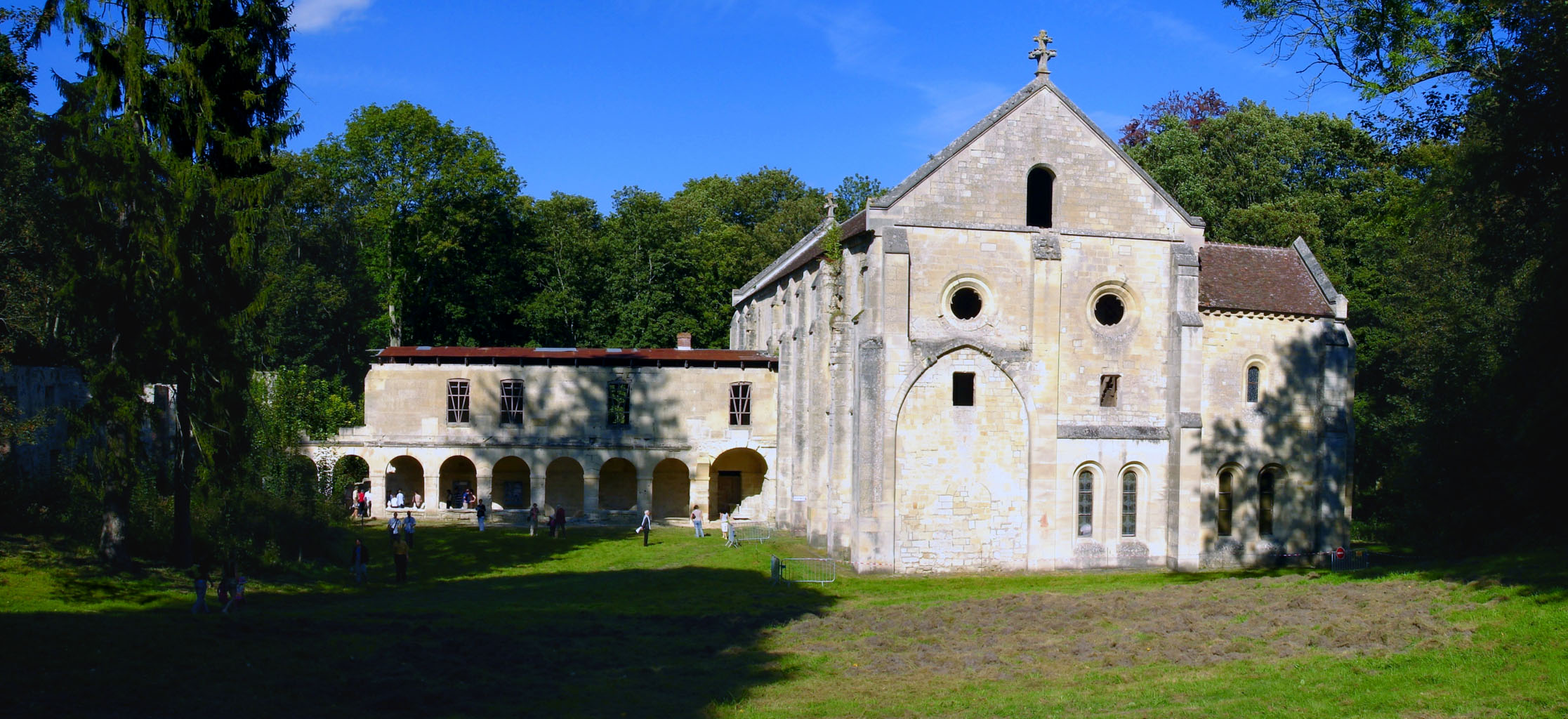
L'abbaye Notre-Dame du Val à Mériel.

  - 1952 : Jeux interdits de René Clément[117]
  - 1953 : La Môme vert-de-gris de Bernard Borderie[118]
  - 1978 : La Chanson de Roland de Frank Cassenti
  - 1984 : Le fou du roi d'Yvan Chiffre
  - 1999 : La Neuvième Porte (The Ninth Gate) de Roman Polanski
  - 2002 : Femme fatale de Brian De Palma
  - 2004 : Arsène Lupin de Jean-Paul Salomé
  - 2005 : Les Rois maudits série TV de Josée Dayan[118]
  - 2005 : Les Aristos de Charlotte de Turckheim
  - 2009 : La Commanderie série TV de Didier Le Pêcheur
  - 2011 : L'Épervier série télévisée de Stéphane Clavier[23]
  - 2017 : Les Nouvelles Aventures de Cendrillon de Lionel Steketee[16]
  - 2023 : Les Trois Mousquetaires : D'Artagnan de  Martin Bourboulon
  - 2023 : Les Trois Mousquetaires : Milady de  Martin Bourboulon
- Méry sur Oise
  - 1949 : De sentiers et de rêve d'Alexandre Robert
  - 1958 : Les Copains du dimanche de Henri Aisner
  - 1963 : Judex de Georges Franju
  - 1965 : Quand passent les faisans d'Édouard Molinaro tournage au Château de Méry-sur-Oise
  - 1973 : L'Éducation sentimentale feuilleton télévisé de Marcel Cravenne
  - 1975 : Les Mohicans de Paris tournage au château de Méry-sur-Oise avec Robert Etchevery
  - 1978 : Mazarin mini-série de Pierre Cardinal
  - 1998 : Le Poulpe de Guillaume Nicloux
  - 2004 : Banlieue 13 de Pierre Morel
  - 2006 : État de grâce téléfilm de Pascal Chaumeil
  - 2006 : Qui m'aime me suive de Benoît Cohen
  - 2011 : À la recherche du temps perdu téléfilm de Nina Companeez
  - 2016 : Chocolat, de Roschdy Zem.
- Moisselles
  - 1953 : Horizons sans fin de Jean Dréville
  - 1967 : Les Aventuriers de Robert Enrico
  - 1977 : L'Animal de Claude Zidi
  - 2002 : Une Ferrari pour deux téléfilm de Charlotte Brandström
- Montgeroult
  - 1984 : Liste noire de Alain Bonnot
  - 1988 : Les Maris, les Femmes, les Amants de Pascal Thomas
  - 1990 : L'Étalon noir téléfilm de Nicholas Kendall
  - 1990 : Promotion Canapé de Didier Kaminka
  - 1991 : Le Retour de Casanova de Édouard Niermans
  - 1995 : Maigret et l'Affaire Saint-Fiacre téléfilm de Denys de La Patellière
  - 1996 : Highlander : L'Immortel Cimoli série télévisée de Dennis Berry
  - 1998 : Le Comte de Monte-Cristo feuilleton télévisé de Josée Dayan
  - 2002 : Rue des plaisirs de Patrice Leconte
  - 2005 : Le Président Ferrare : Acte d’amour série télévisée de Alain Nahum
  - 2006 : La Carte au trésor jeu télévisé sur France 3
  - 2006 : La Volière aux enfants de Olivier Guignard
  - 2008 :  Ce jour-là, tout a changé : L'Assassinat d'Henri IV téléfilm de Jacques Malaterre
  - 2008 : Revivre série télévisée de Haim Bouzaglo
  - 2008 : Séraphine de Martin Provost
  - 2008 : Trois filles en cavale téléfilm de Didier Albert
  - 2010 : Les Émotifs anonymes de Jean-Pierre Améris
  - 2011 : 1788... et demi série télévisée d'Olivier Guignard[22]
  - 2011 : Manon Lescaut téléfilm de Gabriel Aghion[21]
  - 2011 : La Délicatesse de David et Stéphane Foenkinos
- Montlignon
  - 1970 : Les Assassins de l'ordre de Marcel Carné
  - 2007 : Go Fast d'Olivier Van Hoofstadt
- Montigny les Cormeilles
  - 1976 : Le Bon et les Méchants de Claude Lelouch
- Montmagny
  - 1949 : La Vie tragique d'Utrillo documentaire de Pierre Gaspard-Huit[119]
  - 1997 : Le pari de Didier Bourdon et Bernard Campan[120]
  - 2005 : Une aventure de Xavier Giannoli
- Montmorency
  - 1930 : L'Âge d'or de Luis Buñuel
  - 1950 : Les Enfants terribles de Jean-Pierre Melville
  - 1955 : Gas-Oil de Gilles Grangier[121]
  - 1966 : Dim, Dam, Dom, une émission de télévision, produite par Daisy de Galard et Jean Douchet
  - 1983 : Garçon ! de Claude Sautet
  - 1988 : Quelques jours avec moi de Claude Sautet
  - 1992 : Jamais avant le mariage de Daniel Ceccaldi
  - 1998 : Marie Fransson, série télévisée, de Jean-Pierre Prévost
  - 2005 : Le Couperet de Costa-Gavras
  - 2011 : Pauvre Richard de Malik Chibane
- Montreuil-sur-Epte :
  - 1969 : L'Ours et la Poupée de Michel Deville
  - 1972 : Faustine et le bel été de Nina Companeez
  - 2007 : Séraphine de Martin Provost
- Mours :
  - 1979 : La Guerre des polices de Robin Davis
  - 2004 : Arsène Lupin de Jean-Paul Salomé

- Haut – A
- B
- C
- D
- E
- F
- G
- H
- I
- J
- K
- L
- M
- N
- O
- P
- Q
- R
- S
- T
- U
- V
- W
- X
- Y
- Z

## N
- Haut – A
- B
- C
- D
- E
- F
- G
- H
- I
- J
- K
- L
- M
- N
- O
- P
- Q
- R
- S
- T
- U
- V
- W
- X
- Y
- Z

- Nerville-la-Forêt
  - 2007 : Le Fantôme de mon ex téléfilm de Charlotte Brandström
  - 2010 : Au siècle de Maupassant : Aimé de son concierge série télévisée de Olivier Schatzky, Gaëlle Girre et Gérard Jourd'hui
  - 2011 : La Lisière de Géraldine Bajard
- Nesles-la-Vallée
  - 1936 : Les Amants terribles de Marc Allégret
  - 1939 : Ma tante dictateur de René Pujol
  - 1946 : Le Pays sans étoile de Georges Lacombe
  - 1948 : Le Bout de la route d'Émile Couzinet
  - 1949 : On ne triche pas avec la vie de René Delacroix
  - 1953 : Les Trois mousquetaires d'André Hunebelle
  - 1965 : Les Enquiquineurs de Roland Quignon
  - 1974 : Les Violons du bal de Michel Drach
  - 1980 : Retour en force de Jean-Marie Poiré
  - 1990 : Trois Années de Fabrice Cazeneuve
  - 2002 : Monique : toujours contente de Valérie Guignabodet
  - 2004 : 36 quai des Orfèvres d'Olivier Marchal
  - 2005 : Granny boom de Christiane Lehérissey[122]
  - 2006 : Qui m’aime me suive de Benoît Cohen
  - 2007 : Darling de Christine Carrière
  - 2009 : Série TV Suite noire épisode Vitrage à la corde de Laurent Bouhnik et Colin Thibert
  - 2012 : Les Seigneurs d'Olivier Dahan
  - 2020 : La Bonne Épouse de Martin Provost
- Neuilly-en-Vexin
  - 2010 : Au siècle de Maupassant : Un gentilhomme série télévisée de Laurent Heynemann
  - 2010 : Un viol téléfilm de Marion Saraut
- Neuville-sur-Oise
  - 1987 : L'Ami de mon amie d'Éric Rohmer[123]
  - 1989 : Après la guerre de Jean-Loup Hubert[123]
  - 1992 : IP5 : L'Île aux pachydermes de Jean-Jacques Beineix
  - 1996 : Ma femme me quitte de Didier Kaminka
  - 1997 : Une femme très très très amoureuse de Ariel Zeitoun
  - 1998 : Trafic d'influence de Dominique Farrugia
  - 1999 : Tout baigne ! d'Éric Civanyan[123]
  - 2004 : Un long dimanche de fiançailles de Jean-Pierre Jeunet[124].
  - 2005 : Palais royal ! de Valérie Lemercier
  - 2004 : 36 quai des Orfèvres de Olivier Marchal
  - 2006 : Femmes de loi : Clichés meurtriers série télévisée de Sylvie Ayme
  - 2010 : Mumu de Joël Séria[123]
  - 2010 : Les Vivants et les Morts feuilleton TV de Gérard Mordillat
  - 2010 : R.I.S. Police scientifique : Saison 6 série télévisée de Dominique Brenguier
  - 2011 : Pauvre Richard de Malik Chibane[123]
  - 2017 : Seuls de David Moreau [125]
- Nointel :
  - 1990 : Lacenaire de Francis Girod
  - 2006 : Dérive téléfilm de Camila Mora-Scheihing et Vanessa Springora
- Nucourt
  - 1962 : Les Mystères de Paris d'André Hunebelle
  - 1989 : La Révolution française de Robert Enrico[126]
  - 1990 : Chillers : Something you have to live with (saison 1, épisode 12) (en) série TV de John Berry[127]
  - 1993 : Fanfan de Alexandre Jardin
  - 2003 : Fanfan la Tulipe de Gérard Krawczyk
  - 2006 : Ange de feu téléfilm de Philippe Setbon
  - 2006 : OSS 117 : Le Caire, nid d'espions de Michel Hazanavicius[128]
  - 2007 : Frontière(s) de Xavier Gens
  - 2009 : OSS 117 : Rio ne répond plus de Michel Hazanavicius
  - 2008 : 15 ans et demi de François Desagnat
  - 2012 : Les Vacances de Ducobu de Philippe de Chauveron

## O
- Haut – A
- B
- C
- D
- E
- F
- G
- H
- I
- J
- K
- L
- M
- N
- O
- P
- Q
- R
- S
- T
- U
- V
- W
- X
- Y
- Z

- Omerville
  - 1993 : La Cavale des fous de Marco Pico
  - 2005 : Les Rois maudits feuilleton TV de Josée Dayan
  - 2006 : Le Grand Charles de Bernard Stora
  - 2010 : Trois filles en cavale de Didier Albert
  - 2016 : Médecin de campagne de Thomas Lilti[16]
  - 2018 : La Dernière Folie de Claire Darling de  Julie Bertuccelli[16]

- Osny

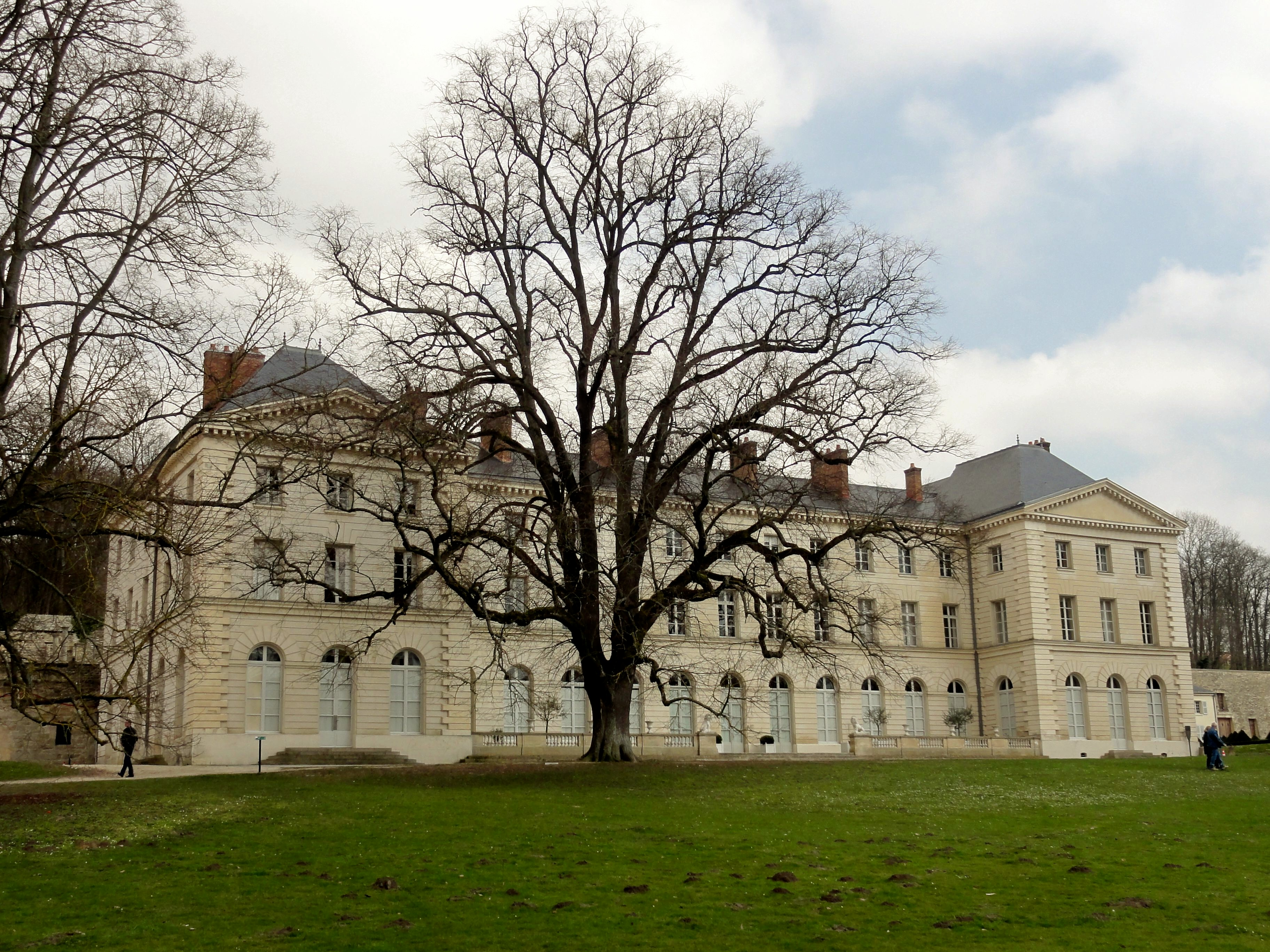
Le château de Grouchy à Osny

  - 1986 : La Gitane de Philippe de Broca
  - 1992 : La Fille de l'air de Maroun Bagdadi
  - 1993 : Les Visiteurs de Jean-Marie Poiré (tournage au château d'eau le long de l'autoroute A15)
  - 1993 : L1 épisode de Hélène et les Garçons série télévisée de Jean-François Porry (tournage au château de Grouchy)
  - 2002 : Commissaire Moulin : plusieurs épisodes série télévisée de Yves Rénier
  - 2003 : À la petite semaine de Sam Karmann[129]
  - 2009 : Julie Lescaut saison 18, épisode 81 : Fragiles série télévisée de Jean-Michel Fages
  - 2009 : Obsessions téléfilm de Frédéric Tellier
  - 2012 : Talk show de Xavier Giannoli (Centre E. Leclerc à Osny)

## P
- Haut – A
- B
- C
- D
- E
- F
- G
- H
- I
- J
- K
- L
- M
- N
- O
- P
- Q
- R
- S
- T
- U
- V
- W
- X
- Y
- Z

- Parmain
  - 1987 : Les Deux Crocodiles de Joël Séria
  - 1987 : Attention bandits de Claude Lelouch
  - 1994 : Priez pour nous de Jean-Pierre Vergne
  - 2006 : Fête de famille feuilleton télévisé de Pascale Breugnot
  - 2009 : Série TV Suite noire épisode Vitrage à la corde de Laurent Bouhnik et Colin Thibert
- Persan
  - 1976 : Mado de Claude Sautet
  - 1995 : Élisa de Jean Becker
  - 2004 : 36 quai des Orfèvres d’Olivier Marchal (dans et devant la MJC. La MJC représentant le vieux commissariat d’Aubervilliers)
- Pierrelaye
  - 1924 : Actualités Pathé Gaumont faisant état lors des Jeux olympiques d'été de 1924 du Marathon Colombes-Pontoise[130]
  - 1959 : La Tête contre les murs de Georges Franju
  - 1960 : Le Saint mène la danse de Jacques Nahum
  - 1969 : La Fiancée du pirate de Nelly Kaplan
  - 2007 : Comme ton père de Marco Carmel
- Piscop
  - 1965 :  Pleins feux sur Stanislas de Jean-Charles Dudrumet (domaine de Chateauvert)
  - 2012 : La Cité rose de Julien Abraham

- Pontoise :
  - 1920 : La Vallée de l’Oise de Creil à Pontoise documentaire
  - 1955 : Toute la ville accuse de Claude Boissol
  - 1959 : La Verte Moisson de François Villiers (Hôtel de Ville, rue Pierre-Butin, cathédrale Saint-Maclou) [131],[43]
  - 1959 : La Jument verte de Claude Autant-Lara
  - 1965 : Les Enquiquineurs de Roland Quignon
  - 1969 : Le Franciscain de Bourges de Claude Autant-Lara (collège Chabanne)
  - 1969 : La Fiancée du pirate de Nelly Kaplan
  - 1971 : Aux frontières du possible : Protection spéciale ultra sons U série TV de Victor Vicas et Claude Boissol
  - 1972 : Les Chemins de pierre série TV de Joseph Drimal
  - 1973 : Deux hommes dans la ville de José Giovanni (La prison)[Note 1]
  - 1975 : Le Vieux Fusil de Robert Enrico (collège Chabanne)[43]
  - 1978 : Préparez vos mouchoirs de Bertrand Blier
  - 1981 : Pourquoi pas nous ? de Michel Berny
  - 1982 : L'Esprit de famille série TV de Roland Bernard
  - 1985 : P.R.O.F.S de Patrick Schulmann
  - 1986 : Félicien Grevèche feuilleton télévisé de Michel Wyn
  - 1986 : Le Débutant de Daniel Janneau
  - 1986 : La Gitane de Philippe de Broca (tout le centre-ville)
  - 1987 : Souris noire série TV de Michel Favart
  - 1987 : Tant qu'il y aura des femmes de Didier Kaminka
  - 1988 : M'as-tu vu ? téléfilm d'Éric Le Hung
  - 1988 : Preuve d'amour de Miguel Courtois
  - 1989 : Force majeure de Pierre Jolivet
  - 1990 : Promotion canapé de Didier Kaminka
  - 1990 : Docteur Petiot de Christian de Chalonge
  - 1991 : Ma vie est un enfer de Josiane Balasko
  - 1991 : Gawin de Arnaud Sélignac
  - 1991 : Lune froide de Patrick Bouchitey
  - 1992 : Monologues 1 : La Robe à cerceau téléfilm de Claire Denis
  - 1992 : Vacances au purgatoire téléfilm de Xavier de Cassan et Marc Simenon
  - 1992 : La Fille de l'air de Maroun Bagdadi[43]
  - 1994 : L'Instit téléfilm de Xavier de Cassan et Marc Simenon
  - 1994 : L'Avocate : ça rigole pas série TV de Jean-Claude Sussfeld
  - 1995 : Le Bourgeois gentilhomme téléfilm de Martin Fraudreau
  - 1995 : Les Anges gardiens de Jean-Marie Poiré
  - 1996 : Les Allumettes suédoises de Jacques Ertaud (Tourné dans le quartier et la place de la Harengerie)
  - 1998 : La Neuvième Porte (The Ninth Gate) de Roman Polanski (caves place des Moineaux)[43]
  - 1999 : Fait d'hiver de Robert Enrico
  - 1999 : Chère Marianne : La Souspréfète série TV de Pierre Joassin
  - 1999 : Justice – Un juge en danger série TV de Gérard Marx
  - 1999 : Justice – Blessure '’enfance série TV de Gérard Marx
  - 1999 : Balzac téléfilm de Josée Dayan
  - 1999 : Chère Marianne série TV de Pierre Joassin
  - 2000 : The Man Who Cried de Sally Potter  (Tourné dans le quartier et la place de la Harengerie et rue de l'Hôtel de Ville)[43]
  - 2000 : Victoire, ou la Douleur des femmes téléfilm de Nadine Trintignant
  - 2000 : L'Engrenage de Frank Nicotra
  - 2000 : La Squale de Fabrice Genestal
  - 2001 : Les Fantômes de Louba de Martine Dugowson
  - 2001 : Vidocq de Pitof
  - 2001 : Les Ex font la loi : Erreur de jugement série TV de Philippe Triboit
  - 2001 : Avocats et associés série TV de Pascal Chaumeil
  - 2001 : Navarro série TV de Pierre Grimblat et Tito Topin[43]
  - 2002 : Les Cordier, juge et flic série TV d'Alain Page[43]
  - 2002 : Bloody Mallory de Julien Magnat
  - 2002 : Rue des plaisirs de Patrice Leconte
  - 2002 : L'Été rouge feuilleton télévisé de Gérard Marx
  - 2003 : De soie et de cendre téléfilm de Jacques Otmezguine
  - 2003 : Monsieur N de Antoine de Caunes[43]
  - 2004 : Un long dimanche de fiançailles de Jean-Pierre Jeunet
  - 2004 : Les Rivières pourpres 2 : les Anges de l'Apocalypsed'Olivier Dahan[43]
  - 2005 : L'Amour aux trousses de Philippe de Chauveron
  - 2005 : Désiré Landru téléfilm de Pierre Boutron[43]
  - 2005 : Le Triporteur de Belleville téléfilm de Stéphane Kurc
  - 2006 : Président Ferrare : L'Affaire Gilles d'Aubert série TV d'Alain Nahum
  - 2006 : Diane femme flic téléfilm d'Yves Angelo
  - 2006 : The Impressionists (en) série TV de Tim Dunn (Tourné dans le quartier et la place de la Harengerie)
  - 2006 : Un secret de Claude Miller (Tourné dans le quartier et la place de la Harengerie)
  - 2007 : Le Clan Pasquier feuilleton télévisé de Jean-Daniel Verhaeghe
  - 2007 : Les Cordier, juge et flic feuilleton télévisé d'Alain Page
  - 2007 : La Môme d'Olivier Dahan
  - 2007 : 3 Amis de Pascal Elbé et Michel Boujenah
  - 2007 : Naissance des pieuvres de Céline Sciamma
  - 2007 : Nos amis les Terriens de Bernard Werber
  - 2007 : Pas tout de suite... téléfilm de Marianne Lamour
  - 2007 : La Légende des trois clefs feuilleton télévisé de Patrick Dewolf
  - 2008 : L'Abolition téléfilm de Jean-Daniel Verhaeghe
  - 2008 : A.D. La guerre de l'ombre téléfilm de Laurence Katrian
  - 2008 : RIS police scientifique : La Piste aux étoiles série TV de Christophe Douchand
  - 2008 : Séraphine de Martin Provost
  - 2008 : Faubourg 36 de Christophe Barratier
  - 2009 : Éternelle de Didier Delaître
  - 2009 : L'Immortel de Richard Berry
  - 2009 : Je suis heureux que ma mère soit vivante de Nathan et Claude Miller
  - 2009 : La Commanderie série télévisée de Didier Le Pêcheur
  - 2011 : Un village français série télévisée de Philippe Triboit
  - 2011 : Mystère au Moulin Rouge de Stéphane Kappes
  - 2012 : Camille redouble de Noémie Lvovsky (Place du Parc aux charrettes)[43]
  - 2012 : Radiostars de Romain Lévy
  - 2012 : Les Profs de Pierre-François Martin-Laval (Ancienne Banque de France sur la place du Grand-Martroy)[132].
  - 2017 : Seuls de David Moreau
  - 2018 : Tout le monde debout de Franck Dubosc
  - 2018 : Christ(off) de Pierre Dudan[133]
  - 2018 : En liberté ! de Pierre Salvadori (ancienne chambre de commerce)[134]
  - 2018 : Mademoiselle de Joncquières d'Emmanuel Mouret[135]
  - 2018 : L'Empereur de Paris de Jean-François Richet (Cathédrale Saint-Maclou)[136]
  - 2018 : Les Tuche 3 d'Olivier Baroux[16]
  - 2018 : La Dernière Folie de Claire Darling de  Julie Bertuccelli[16]
  - 2018 : Damien veut changer le monde de Xavier de Choudens (Les Louvrais)[137]
  - 2020 : Le Lion de Ludovic Colbeau-Justin
  - 2021 : Gloria série télévisée de Julien Colonna (Tribunal de Pontoise)
  - 2022 : L'Homme de nos vies mini-série de Frédéric Berthe (Tribunal de Pontoise)
  - 2023 : La der des der épisode 7 de la saison 4 de la série télévisée Capitaine Marleau de Josée Dayan (Tribunal de Pontoise)[43],[138]
- Presles
  - 2004 : 36 quai des Orfèvres d’Olivier Marchal
  - 2023 : Les Trois Mousquetaires : D'Artagnan de  Martin Bourboulon
  - 2023 : Les Trois Mousquetaires : Milady de  Martin Bourboulon
- Puiseux-en-France
  - 2003 : Ambre a disparu téléfilm de Denys Granier-Deferre
- Puiseux-Pontoise
  - 1993 : Les Visiteurs de Jean-Marie Poiré

## R
- Haut – A
- B
- C
- D
- E
- F
- G
- H
- I
- J
- K
- L
- M
- N
- O
- P
- Q
- R
- S
- T
- U
- V
- W
- X
- Y
- Z

- Roissy-en-France
  - 1963 : Les Bonnes Causes de Christian-Jaque
  - 1966 : La Bourse et la Vie de Jean-Pierre Mocky
  - 1969 : Hibernatus de Édouard Molinaro
  - 1981 : La Chèvre de Francis Veber
  - 2007 : Taken de Pierre Morel
- L’aéroport de Paris-Charles-de-Gaulle[139]
  - 1974 : La Gifle de Claude Pinoteau
  - 1975 : Le Faux-cul de Roger Hanin
  - 1977 :  Armaguedon de Alain Jessua
  - 1977 : La Menace d'Alain Corneau
  - 1977 : Nous irons tous au paradis d'Yves Robert
  - 1978 : Ils sont fous ces sorciers de Georges Lautner
  - 1978 : Le Sucre de Jacques Rouffio
  - 1979 : Airport 80 Concorde de David Lowell Rich
  - 1979 : Clair de femme de Costa-Gavras
  - 1979 : French Postcards de Willard Huyck
  - 1979 : Moonraker de Lewis Gilbert
  - 1980 : Le Coup du parapluie de Gérard Oury
  - 1980 : Un mauvais fils de Claude Sautet
  - 1981 : Clara et les Chics Types de Jacques Monnet
  - 1981 : Une étrange affaire de Pierre Granier-Deferre
  - 1981 : La Chèvre de Francis Veber
  - 1982 : Le Cadeau de Michel Lang
  - 1982 : Les Sous-doués en vacances de Claude Zidi
  - 1982 : L'Indiscrétion de Pierre Lary
  - 1982 : Qu'est-ce qui fait courir David ? d'Élie Chouraqui
  - 1983 : L'Africain de Philippe de Broca
  - 1983 : L'Indic de Serge Leroy
  - 1983 : Si elle dit oui… je ne dis pas non de Claude Vital
  - 1983 : Un homme à ma taille d'Annette Carducci
  - 1983 : Surexposé de James Toback
  - 1983 : Circulez y'a rien à voir de Patrice Leconte
  - 1983 : Merry-Go-Round de Jacques Rivette
  - 1984 : Le Bon plaisir de Francis Girod
  - 1984 : J'ai rencontré le Père Noël de Christian Gion
  - 1984 : Le Jumeau d'Yves Robert
  - 1984 : La Septième Cible de Claude Pinoteau
  - 1984 : La Vengeance du serpent à plumes de Gérard Oury
  - 1984 : Marche à l'ombre de Michel Blanc
  - 1985 : Le Transfuge de Philippe Lefebvre
  - 1985 : Trois hommes et un couffin de Coline Serreau
  - 1985 : Une femme ou deux de Daniel Vigne
  - 1986 : Target d'Arthur Penn
  - 1986 : Black Mic-Mac de Thomas Gilou
  - 1988 : Ne réveillez pas un flic qui dort de José Pinheiro
  - 1988 : Envoyez les violons de Roger Andrieux
  - 1988 : Frantic de Roman Polanski
  - 1988 : Itinéraire d'un enfant gâté de Claude Lelouch
  - 1989 : I Want to Go Home d'Alain Resnais
  - 1989 : Romuald et Juliette de Coline Serreau
  - 1991 : Le Fils du Mékong de François Leterrier
  - 1991 : Une époque formidable… de Gérard Jugnot
  - 1992 : Le Bal des casse-pieds d'Yves Robert
  - 1992 : Les Amies de ma femme de Didier van Cauwelaert
  - 1994 : Il y a des jours… et des lunes de Claude Lelouch
  - 1994 : Tombés du ciel de Philippe Lioret
  - 1994 : Loin des barbares de Liria Bégéja
  - 1994 : Lumière noire de Med Hondo
  - 1994 : Un Indien dans la ville de Hervé Palud
  - 1994 : La Vengeance d'une blonde de Jeannot Szwarc
  - 1995 : Les Anges gardiens de Jean-Marie Poiré
  - 1995 : Nelly et Monsieur Arnaud de Claude Sautet
  - 1996 : Le Jaguar de Francis Veber
  - 1996 : La Vérité si je mens ! de Thomas Gilou
  - 1996 : XY, drôle de conception de Jean-Paul Lilienfeld
  - 1996 : Ma femme me quitte de Didier Kaminka
  - 1997 : Tout doit disparaître de Philippe Muyl
  - 1997 : Le ciel est à nous de Graham Guit
  - 1997 : Les Sœurs Soleil de Jeannot Szwarc
  - 1997 : Un amour de sorcière de René Manzor
  - 1997 : K d'Alexandre Arcady
  - 1997 : Tonka de Jean-Hugues Anglade
  - 1998 : Paparazzi d'Alain Berbérian
  - 1998 : Rush Hour de Brett Ratner
  - 1999 : Le Fils du Français de Gérard Lauzier
  - 1999 : La Vie à l'endroit documentaire de Mireille Dumas et Olivier d'Angely
  - 2000 : Jet set de Fabien Onteniente
  - 2000 : Une pour toutes de Claude Lelouch
  - 2001 : 18 ans après de Coline Serreau
  - 2001 : Callas Forever de Franco Zeffirelli
  - 2001 : Tanguy d'Étienne Chatiliez
  - 2001 : Wasabi de Gérard Krawczyk
  - 2001 : Les Rois mages de Didier Bourdon et Bernard Campan
  - 2001 : La Vérité si je mens ! 2 de Thomas Gilou
  - 2002 : Décalage horaire de Danièle Thompson
  - 2002 : Le Boulet d'Alain Berbérian et Frédéric Forestier
  - 2002 : Ah ! si j'étais riche de Michel Munz et Gérard Bitton
  - 2002 : Femme fatale de Brian De Palma
  - 2002 : Rush Hour 2 de Brett Ratner
  - 2002 : Le Divorce de James Ivory
  - 2003 : 5x2 de François Ozon
  - 2003 : Laisse tes mains sur mes hanches de Chantal Lauby
  - 2003 : Père et Fils de Michel Boujenah
  - 2003 : La Beuze de François Desagnat et Thomas Sorriaux
  - 2004 : Bien agités téléfilm de Patrick Chesnais
  - 2004 : Le Terminal de Steven Spielberg[140]
  - 2004 : La Blessure de Nicolas Klotz
  - 2004 : Mensonges et trahisons et plus si affinités… de Laurent Tirard
  - 2004 : Pédale dure de Gabriel Aghion
  - 2004 : Une vie à t'attendre de Thierry Klifa
  - 2004 : 36 quai des Orfèvres d'Olivier Marchal
  - 2005 : Je préfère qu'on reste amis… d'Olivier Nakache et d'Éric Toledano
  - 2005 : Ma vie en l'air de Rémi Bezançon
  - 2005 : Olé ! de Florence Quentin
  - 2005 : La Boîte noire de Richard Berry
  - 2005 : La Moustache d'Emmanuel Carrère
  - 2006 : Ne le dis à personne de Guillaume Canet
  - 2006 : Boarding gate d'Olivier Assayas
  - 2006 : Le Concile de pierre de Guillaume Nicloux
  - 2006 : L'Année suivante d'Isabelle Czajka
  - 2006 : Mes copines de Sylvie Ayme
  - 2006 : Le Dernier gang d'Ariel Zeitoun
  - 2006 : L'Invité de Laurent Bouhnik
  - 2006 : Madame Irma de Didier Bourdon
  - 2006 : Petits secrets et gros mensonges de Laurence Katrian
  - 2006 : Toi et moi de Julie Lopes Curval
  - 2006 : L'Entente cordiale de Vincent de Brus
  - 2006 : Du jour au lendemain de Philippe Le Guay
  - 2006 : The Amazing Race téléfilm de Bertram van Munster (en)
  - 2007 : Rush Hour 3 de Brett Ratner
  - 2007 : Si c'était lui… d'Anne-Marie Etienne
  - 2007 : Ça se soigne ? de Laurent Chouchan
  - 2007 : Secret défense de Philippe Haïm
  - 2007 : Michel Delpech : le mal-entendu documentaire TV de Jean-Pierre Devillers
  - 2008 : Le Code a changé de Danièle Thompson
  - 2008 : La Fille du RER d'André Téchiné
  - 2008 : La Tête ailleurs de Frédéric Pelle
  - 2008 : Lignes de front - Les Zones turquoises de Jean-Christophe Klotz
  - 2008 : Mes stars et moi de Lætitia Colombani
  - 2008 : Par suite d'un arrêt de travail de Frédéric Andrei
  - 2008 : Taken de Pierre Morel
  - 2008 : La très très grande entreprise de Pierre Jolivet
  - 2008 : Pour elle de Fred Cavayé
  - 2008 : Agathe Cléry d'Etienne Chatiliez
  - 2009 : Jusqu'à toi de Jennifer Devoldere[141]
  - 2009 : From Paris with Love de Pierre Morel
  - 2009 : Une semaine sur deux (et la moitié des vacances scolaires) de Ivan Calbérac
  - 2009 : Je vais te manquer d'Amanda Sthers
  - 2009 : Ah ! la libido de Michèle Rosier
  - 2009 : Banlieue 13 : Ultimatum de Patrick Alessandrin
  - 2009 : Le Concert de Radu Mihaileanu
  - 2009 : Micmacs à tire-larigot de Jean-Pierre Jeunet
  - 2009 : Romaine par moins 30 d'Agnès Obadia
  - 2009 : Jusqu'à toi de Jennifer Devoldère
  - 2010 : Manmadhan Ambu de K. S. Ravikumar
  - 2010 : Benda Bilili! , film documentaire de Renaud Barret et Florent de La Tullaye.
  - 2010 : From Paris with Love de Pierre Morel
  - 2011 : Bienvenue à Monte-Carlo de Thomas Bezucha
  - 2017 : Paris, etc. série télévisée de Zabou Breitman
- Ronquerolles
  - 1967 : Quand la liberté venait du ciel série TV de Jacques-Gérard Cornu
  - 1982 : Mon curé chez les nudistes de Robert Thomas
  - 1987 : Les Deux Crocodiles de Joël Séria
  - 2010 : À la recherche du temps perdu téléfilm de Nina Companeez
- Abbaye de Royaumont
  - Voir Asnières-sur-Oise

## S
- Haut – A
- B
- C
- D
- E
- F
- G
- H
- I
- J
- K
- L
- M
- N
- O
- P
- Q
- R
- S
- T
- U
- V
- W
- X
- Y
- Z

- Sagy :
  - 1975 : On a retrouvé la 7e compagnie de Robert Lamoureux[9].
  - 1993 : Les Visiteurs de Jean-Marie Poiré
  - 1993 : La Cavale des fous de Marco Pico
  - 1994 : Priez pour nous de Jean-Pierre Vergne
  - 2002 : Moi, Carla Verdi long métrage de Frédéric Comtet et d'Olivia Connely[142]
  - 2004 : L'Un contre l'autre téléfilm de Dominique Baron
  - 2009 : Série TV Suite noire épisode Vitrage à la corde de Laurent Bouhnik et Colin Thibert
  - 2010 : Les Émotifs anonymes de Jean-Pierre Améris
  - 2010 : Tournée de Mathieu Amalric
- Saint-Brice-sous-Forêt
  - 1988 : Itinéraire d'un enfant gâté de Claude Lelouch
- Saint-Clair-sur-Epte
  - 1969 : L'Ours et la Poupée de Michel Deville
  - 2001 : Blood of the Vikings (en) série de 5 documentaires de Liz Tucker (en)
  - 2007 : Demandez la permission aux enfants d'Éric Civanyan
  - 2007 : La Surprise téléfilm d'Alain Tasma

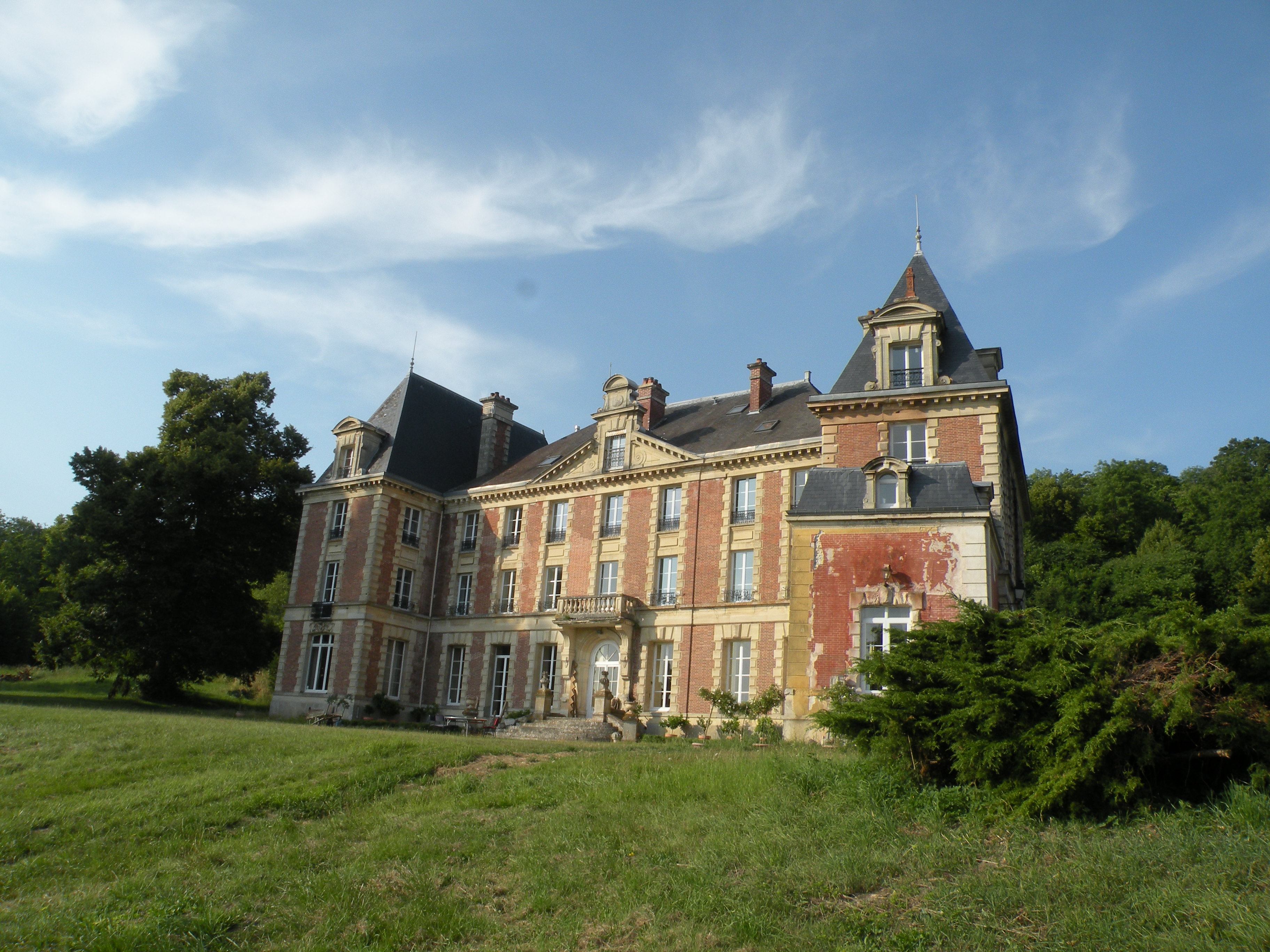
Le château de la Bûcherie à Saint-Cyr-en-Arthies

- Saint-Cyr-en-Arthies - Château de la Bûcherie
  - 1964 : Une souris chez les hommes de Jacques Poitrenaud
  - 1969 : Hibernatus d'Édouard Molinaro
  - 1978 : La Filière, série télévisée de Guy-André Lefranc
  - 1982 : Josepha de Christopher Frank
  - 1982 : La Traviata de Franco Zeffirelli
  - 1990 : Trois années de Fabrice Cazeneuve
- Saint-Gervais - Dans les champignonnières
  - 2005 : Les Rois maudits feuilleton TV de Josée Dayan
  - 2006 : OSS 117 : Le Caire, nid d'espions de Michel Hazanavicius
  - 2007 : Eden Log de Franck Vestiel
  - 2008 : Plus tard tu comprendras d'Amos Gitaï
  - 2010 : Vénus noire d'Abdellatif Kechiche
  - 2018 : Un peuple et son roi de Pierre Schoeller[16]
- Saint-Gratien
  - 1985 : Louise... l'insoumise de Charlotte Silvera
  - 1986 : Le Passage de René Manzor
  - 1991 : Toubab Bi de Moussa Touré
  - 1993 : Les Visiteurs de Jean-Marie Poiré[143]
  - 2005 : Une vie pleine d'adieux, de Christophe Régin
  - 2006 : Contre-enquête de Franck Mancuso
- Saint-Leu-la-Forêt :
  - 1953 : Cent ans de retard d'André Périé
  - 1970 : Le Dernier saut d'Édouard Luntz

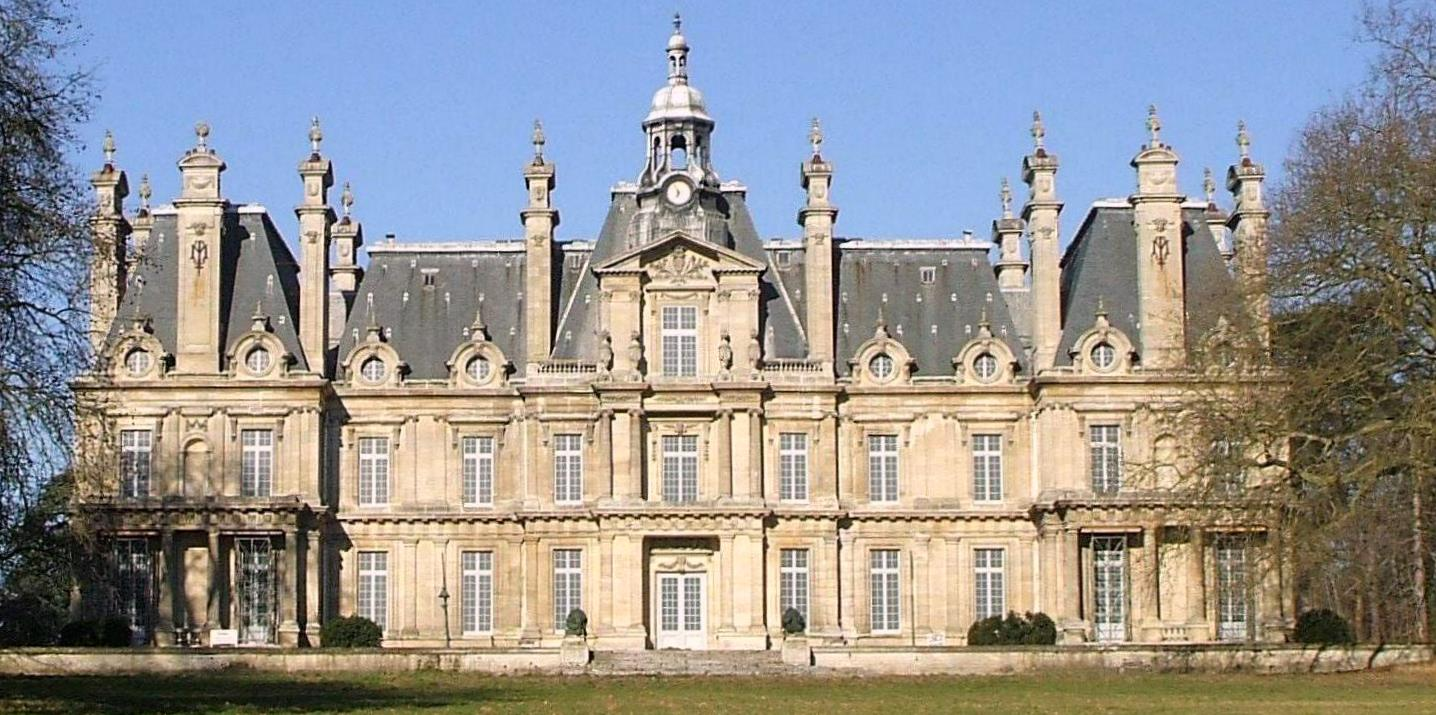
Château de Franconville à Saint-Martin-du-Tertre

  - 1970 : Le Mur de l'Atlantique de Marcel Camus
  - 1981 : Il faut tuer Birgitt Haas de Laurent Heynemann
  - 2000 : Julie Lescaut - épisode La nuit la plus longue série TV de Pierre Aknine
  - 2010 : La Fête des voisins de David Haddad
  - 2010 : Proie – Nature morte d'Antoine Blossier

- Saint Martin du Tertre :
  - 1970 : Le Mur de l'Atlantique de Marcel Camus[144]
  - 1982 : Le père Noël est une ordure de Jean-Marie Poiré[145]
  - 1997 : Lucie Aubrac de Claude Berri[145]
  - 1998 : L'Annonce faite à Marius de Harmel Sbraire
  - 2002 : Avocats et associés série télévisée de Valérie Guignabodet et Alain Krief
- Saint-Ouen-l'Aumône
  - 1974 : Mado de Claude Sautet
  - 1980 : Trois hommes à abattre de Jacques Deray[146]
  - 1984 : Par où t'es rentré ? On t'a pas vu sortir de Philippe Clair
  - 2006 : Dialogue avec mon jardinier de Jean Becker
  - 2006 : Un flic série télévisée de Fred Tellier et Hugues Pagan
  - 2007 : RIS police scientifique : Eaux profondes (Ep 28) série télévisée de Klaus Biedermann et Gilles Béhat
  - 2007 : RIS police scientifique : QI 149 (Ep 29) série télévisée de Klaus Biedermann et Gilles Béhat
  - 2009 : Le Petit Nicolas de Laurent Tirard
  - 2015 : Un début prometteur d'Emma Luchini
  - 2016 : Médecin de campagne de Thomas Lilti[16]
- Saint-Prix
  - 1952 : Soyez les bienvenus de Pierre-Louis
  - 1960 : Le Baron de l'écluse de Jean Delannoy[147]
  - 1999 : La Neuvième Porte (The Ninth Gate) de Roman Polanski
  - 2002 : Peau d'ange de Vincent Pérez
  - 2013 : Pop redemption de Martin Le Gall
- Saint-Witz
  - 1979 : Les Héros n'ont pas froid aux oreilles de Charles Nemes
  - 2004 : 36 quai des Orfèvres d'Olivier Marchal
- Sannois
  - 1965 : Thomas l'imposteur de Georges Franju
  - 2000 : Les Glaneurs et la Glaneuse de Agnès Varda
  - 2006 : L'Année suivante de Isabelle Czajka
  - 2010 : Au siècle de Maupassant téléfilm de Laurent Heynemann
  - 2010 : Les Invités de mon père d'Anne Le Ny
- Santeuil
  - 1976 : Les Week-ends maléfiques du Comte Zaroff de Michel Lemoine
- Sarcelles :
  - 1959 : Rue des prairies de Denys de La Patellière.
  - 1960 : Cinq colonnes à la une : Quarante mille voisins de Jacques Krier
  - 1963 : Mélodie en sous-sol de Henri Verneuil[148]
  - 1963 :Une histoire d'amour téléfilm de Jacques Krier
  - 1964 : Seize millions de jeunes série télévisée de Jean-Paul Thomas et André Harris[149]
  - 1964 : Habitations à loisirs modérés série télévisée de Jean-Paul Thomas et André Harris
  - 1970 : Le Petit Bougnat de Bernard Toublanc-Michel
  - 1973 : Il n'y a pas de fumée sans feu d'André Cayatte[150]
  - 1974 : Bons baisers de Tarzan téléfilm de Pierre Desfons[151]
  - 1974 : Les Petits Enfants du siècle téléfilm de Michel Favart
  - 1977 : Dernière sortie avant Roissy de Bernard Paul
  - 1994 : Hexagone de Malik Chibane
  - 1996 : Les Bidochons de Serge Korber
  - 1997 : Nés quelque part de Malik Chibane
  - 2000 : La Squale de Fabrice Genestal
  - 2004 : Le Convoyeur de Nicolas Boukhrief
  - 2004 : L'Américain de Patrick Timsit
  - 2005 : Voisins, voisines de Malik Chibane
  - 2005 : La Petite Jérusalem de Karin Albou
- Seraincourt
  - 1967 : Le Grand Bidule de Raoul André
  - 1968 : Béru et ces dames de Guy Lefranc
  - 1976 : La situation est grave… mais pas désespérée de Jacques Besnard
  - 1990 : La Famille Ramdam feuilleton télévisé de Ross Elavy et Christiane Lehérissey
  - 1996 : Samson le magnifique téléfilm d'Étienne Périer
  - 2007 : La Disparue de Deauville de Sophie Marceau
  - 2009 : Pour une nuit d'amour épisode la série télévisée Contes et nouvelles du XIXe siècle de Gérard Jourd'hui
- Soisy-sous-Montmorency :
  - 1969 : Le Gentleman d'Epsom de Gilles Grangier
  - 1973 : Les Voraces de Sergio Gobbi
  - 1974 : La Rivale de Sergio Gobbi
  - 1983 : Itinéraire bis de Christian Drillaud
  - 1996 : Le JAP, juge d'application des peines, série télévisée de Didier Philippe-Gérard
  - 2002 : Monique de Valérie Guignabodet
  - 2010 : Les Châtaigniers du désert de Caroline Huppert
  - 2011 : Pauvre Richard de Malik Chibane

## T
- Haut – A
- B
- C
- D
- E
- F
- G
- H
- I
- J
- K
- L
- M
- N
- O
- P
- Q
- R
- S
- T
- U
- V
- W
- X
- Y
- Z

- Taverny :
  - 1969 : Le Dernier Saut de Édouard Luntz
  - 1973 : Les Voraces de Sergio Gobbi
  - 1976 : Chapeau melon et bottes de cuir - The New Avengers - épisodes 8 et 9 Le long sommeil[152]
  - 1988 : Quelques jours avec moi de Claude Sautet
  - 2005 : Les Chevaliers du ciel de Gérard Pirès
  - 2007 : Naissance des pieuvres de Céline Sciamma
  - 2009 : Élie Wiesel, le messager de la mémoire de Emmanuel Descombes et Guy Job
- Théméricourt :
  - 1967 : Diaboliquement votre de Julien Duvivier[153].
  - 1973 : Je sais rien mais je dirai tout de Pierre Richard[154].
  - 1996 : Samson le magnifique, téléfilm d'Étienne Périer
  - 2002 : Louis Page épisode Plus fort que l'amour série télévisée de Christophe Chevalier et Jean Nainchrik
  - 2003 : Louis Page épisode Les Yeux clairs série télévisée de Christophe Chevalier, Jean Nainchrik et Jérôme Bonnell
  - 2000 : L'Extraterrestre de Didier Bourdon
  - 2004 : Mon séjour en France de Zhaï Junjie[155]
  - 2004 : La Carte au trésor, jeu télévisé sur France 3
  - 2004 : Un long dimanche de fiançailles de  Jean-Pierre Jeunet
  - 2005 : Les Âmes grises de Yves Angelo[113]
  - 2005 : Les Mots bleus d'Alain Corneau.
  - 2005 : Désiré Landru, téléfilm de Pierre Boutron
  - 2006 : La Carte au trésor, jeu télévisé sur France 3
  - 2006 : Mon colonel de Laurent Herbiet
  - 2007 : Louis Page épisode Cran d'arrêt série télévisée de Christophe Chevalier et Jean Nainchrik
  - 2007 : Hitman de Xavier Gens
  - 2009 : Pièce Montée de Denys Granier Deferre[154]
  - 2009 : Les Chataigniers du Désert de Caroline Huppert
  - 2010 : Chicas de Yasmina Reza
  - 2010 : Les Châtaigniers du désert de Caroline Huppert[156]
  - 2012 : La Délicatesse de David et Stéphane Foenkinos
  - 2012 : Qu'est-ce qu'on va faire de toi ?, téléfilm de Jean-Daniel Verhaeghe[16]
  - 2016 : Médecin de campagne de Thomas Lilti[16]
- Theuville
  - 1997 : Le Diable en sabots de Nicole Berckmans[109]
  - 1997 : L'Enfant perdu, téléfilm de Christian Faure
  - 1998 : … Comme elle respire de Pierre Salvadori
  - 1998 : Les Rives du paradis de Robin Davis
  - 1999 : Le Créateur d'Albert Dupontel
  - 2000 : Louis Page épisode Le Choix de Thomas série télévisée de Christophe Chevalier, Jean Nainchrik et Jean-Louis Lorenzi
  - 2000 : Les Faux-fuyants téléfilm de Pierre Boutron
  - 2005 : Les Inséparables : Tout nouveau tout beau série télévisée d'Élisabeth Rappeneau
  - 2005 : Le Bal des célibataires téléfilm de Jean-Louis Lorenzi
  - 2006 : Les Brigades du Tigre de Jérôme Cornuau[157]
  - 2006 : Le Grand Meaulnes de Jean-Daniel Verhaeghe
  - 2006 : Les Enfants du pays de Pierre Javaux
  - 2006 : Marie Besnard, l'empoisonneuse, téléfilm de Christian Faure
  - 2007 : Frontières de Xavier Gens
  - 2009 : Un village français saison 1 série télévisée de Frédéric Krivine, Philippe Triboit et Emmanuel Daucé
  - 2009 : Ce jour-là, tout a changé L'Assassinat d'Henri IV, docufiction de Jacques Malaterre
  - 2009 : Blanche Maupas, téléfilm de Patrick Jamain
  - 2010 : Fais danser la poussière, téléfilm de Christian Faure
  - 2010 : Pieds nus sur les limaces de Fabienne Berthaud
  - 2010 : Cigarettes et Bas nylon de Fabrice Cazeneuve
  - 2010 : Mumu de Joël Séria
  - 2010 : Dame de cœur, téléfilm de Charlotte Brandström
  - 2011 : Trafics série télévisée d'Olivier Barma
  - 2013 : Un prince (presque) charmant de Philippe Lellouche[16]
  - 2017 : Je suis coupable téléfilm de Christophe Lamotte[16]

## U
- Haut – A
- B
- C
- D
- E
- F
- G
- H
- I
- J
- K
- L
- M
- N
- O
- P
- Q
- R
- S
- T
- U
- V
- W
- X
- Y
- Z

- Us
  - 1976 : Les Week-ends maléfiques du Comte Zaroff de Michel Lemoine
  - 1990 : La Neige et le Feu de Claude Pinoteau
  - 1991 : L'Opération Corned-Beef de Jean-Marie Poiré
  - 1995 : Les Misérables du XXe siècle de Claude Lelouch
  - 2000 : L'Extraterrestre de Didier Bourdon
  - 2001 : Les Fantômes de Louba de Martine Dugowson
  - 2008 : Revivre feuilleton télévisé d'Haim Bouzaglo
  - 2009 : Signé Dumas de Safy Nebbou tournage au Château de Dampont
  - 2019 : Joséphine, ange gardien série télévisée de Christophe Barraud (épisode "L'esprit d'Halloween") tournage au Château de Dampont

## V
- Haut – A
- B
- C
- D
- E
- F
- G
- H
- I
- J
- K
- L
- M
- N
- O
- P
- Q
- R
- S
- T
- U
- V
- W
- X
- Y
- Z

- Vallangoujard
  - 1949 : Retour à la vie, épisode Le retour de Louis, de Jean Dréville
  - 1958 : À pied, à cheval et en Spoutnik de Jean Dréville
  - 1969 : S.O.S. Fréquence 17 - Épisode : L'Escalade de Christian-Jaque[158]
  - 1969 : S.O.S. Fréquence 17 - Épisode : Mystérieux objets célestes de Christian-Jaque[158]
  - 1973 : Prêtres interdits de Denys de La Patellière
  - 1985 : Le Mariage du siècle de Philippe Galland
  - 2010 : Téléfilm Dame de pique de Charlotte Brandström
- Vallée de l'Oise :
  - 1910 : Actualités Gaumont-Pathé sur la vallée de l'Oise
- Valmondois
  - 1949 : De sentiers et de rêve d'Alexandre Robert
  - 1965 : Les Enquiquineurs de Roland Quignon
  - 1970 : L'Ardoise de Claude Bernard-Aubert
  - 2000 : Une pour toutes de Claude Lelouch[159]
  - 2006 : Qui m'aime me suive de Benoît Cohen
  - 2008 : L'Heure d'été d'Olivier Assayas
  - 2009 : Série TV Suite noire épisode Vitrage à la corde de Laurent Bouhnik et Colin Thibert
  - 2010 : Pieds nus sur les limaces de Fabienne Berthaud

- Vémars

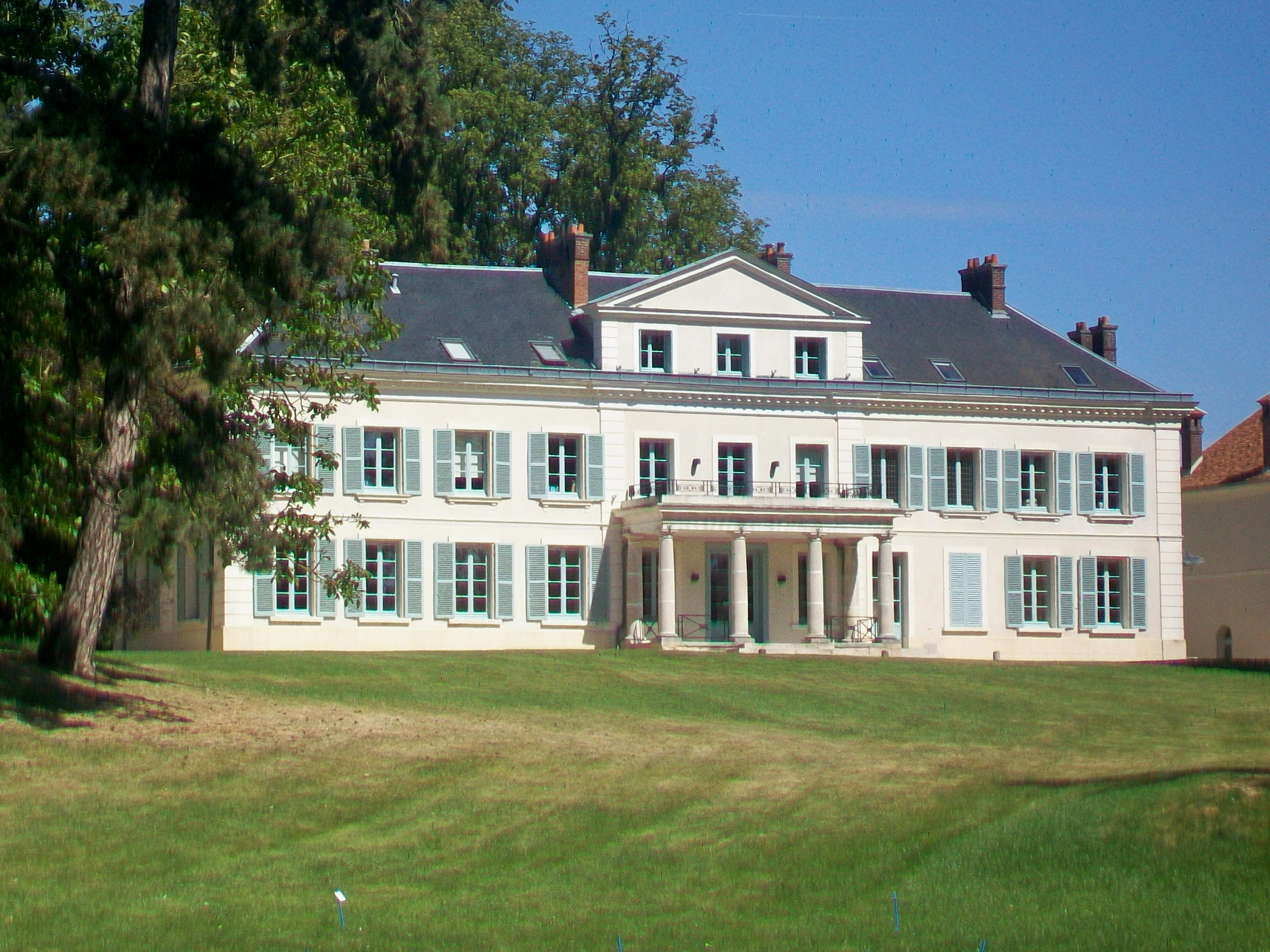

  - 1999 : Doggy bag de Frédéric Comtet
  - 2018 : Le Retour du héros de Laurent Tirard (Château des Carneaux (de))
- Vétheuil
  - 1964 : Fantômas d'André Hunebelle[106]
  - 1980 : Les Sous-doués de Claude Zidi[160]
  - 1993 : La Cavale des fous de Marco Pico
  - 2001 : Louis Page, plusieurs épisodes série télévisée de Antoine Lorenzi
  - 2005 : La Femme coquelicot téléfilm de Jérôme Foulon
  - 2006 : The Impressionists (en) série TV de Tim Dunn
  - 2006 : La Carte au trésor jeu télévisé sur France 3
  - 2007 : Séraphine de Martin Provost
- Vexin
  - 1968 : Les Cracks d'Alex Joffé
- Viarmes
  - 1997 : Un amour de sorcière de René Manzor
- Vienne-en-Arthies
  - 1926 : Le Chemineau de Georges Monca et Maurice Kéroul[161]
  - 1964 : Fantômas d'André Hunebelle
  - 1993 : Jour de fauche de Vincent Monnet
  - 1993 : Les Visiteurs de Jean-Marie Poiré.
  - 2006 : Le Grand Charles de Bernard Stora
  - 2015 : Belles Familles de Jean-Paul Rappeneau[16]

- Vigny - Château de Vigny

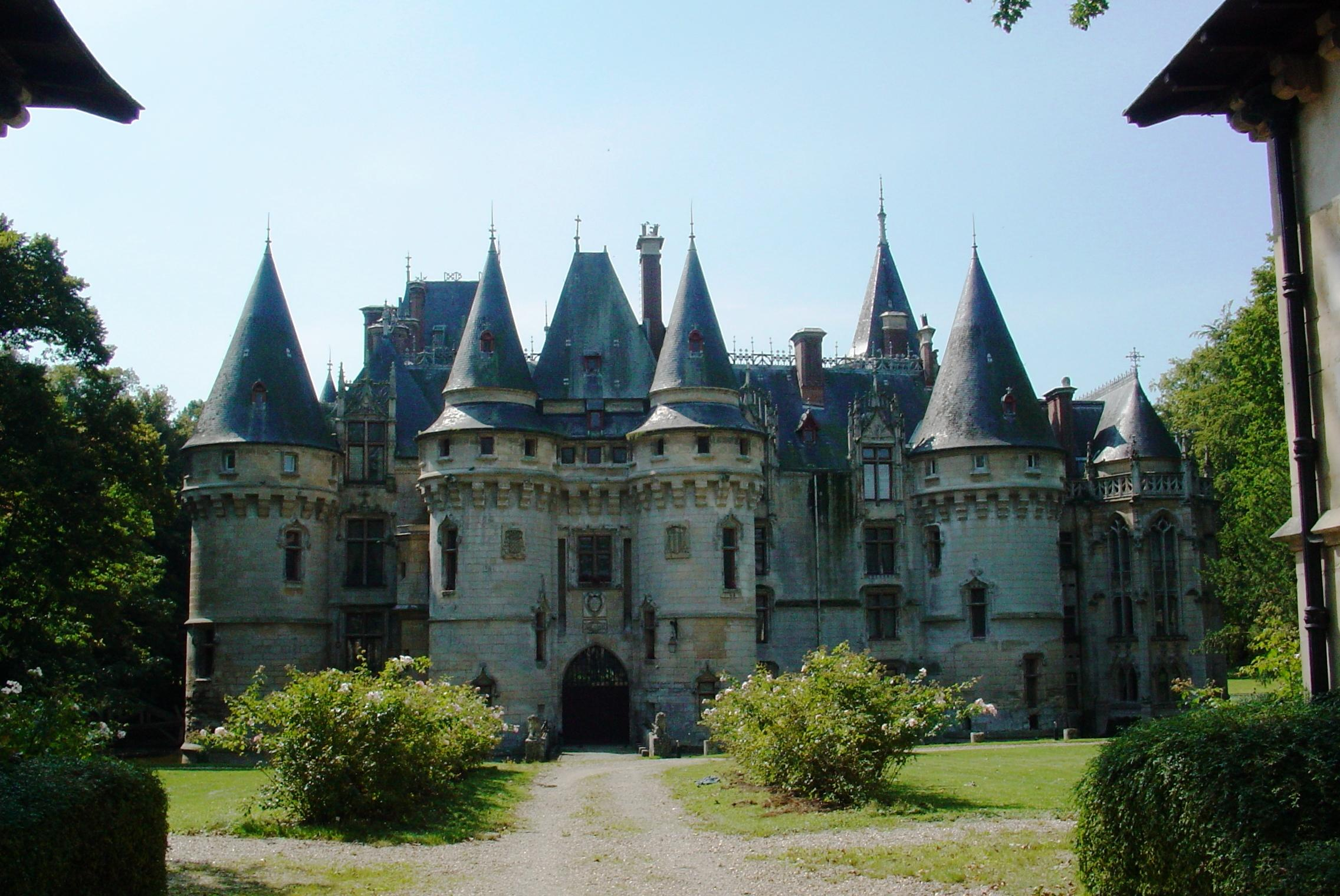
Entrée du château de Vigny

  - 1937 : Le Temps des cerises de Jean-Paul Le Chanois
  - 1942 : Le Voile bleu de Jean Stelli
  - 1943 : Le Capitaine Fracasse d’Abel Gance[162]
  - 1959 : Sans tambour ni trompette d’Helmut Käutner[162]
  - 1962 : Mandrin, bandit gentilhomme de Jean-Paul Le Chanois[162],[163]
  - 1964 : Les Barbouzes de Georges Lautner[164]
  - 1970 : Le Mur de l’Atlantique de Marcel Camus[162]
  - 1971 : Raphaël ou le débauché de Michel Deville
  - 1975 : On a retrouvé la 7e compagnie de Robert Lamoureux[9]
  - 1977 : L'Animal de Claude Zidi
  - 1977 : Vous n'aurez pas l'Alsace et la Lorraine de Coluche et Marc Monnet
  - 1983 : La Vie est un roman d'Alain Resnais
  - 1983 : La Chambre des dames de Yannick Andreï
  - 1993 : Les Visiteurs de Jean-Marie Poiré.
  - 1993 : Aux petits bonheurs de Michel Deville.
  - 1994 : La Fille de d'Artagnan de Bertrand Tavernier[162]
  - 1996 : La Dernière Fête  de Pierre Granier-Deferre[162],[165]
  - 2002 : Adolphe de Benoît Jacquot[162]
  - 2005 : Les Aristos de Charlotte de Turckheim
  - 2005 : Les Âmes grises de Yves Angelo[113]
  - 2007 : Nodame Cantabile, téléfilm de Hideki Takeuchi ; 1 épisode
  - 2008 : Ce jour-là, tout a changé, L'évasion de Louis XVI téléfilm de Jacques Malaterre et Arnaud Sélignac
  - 2009 : Signé Dumas de Safy Nebbou[166]
  - 2010 : Vidéo-clip Te Amo de Rihanna
  - 2012 : Les Saveurs du palais de Christian Vincent
  - 2015 : Versailles de Jalil Lespert
  - 2017 : Alibi.com de Philippe Lacheau
  - 2018 : Un peuple et son roi de Pierre Schoeller[16]
- Villers-en-Arthies
  - 1979 : Charles et Lucie de Nelly Kaplan
  - 1984 : Un dimanche à la campagne de Bertrand Tavernier[167].
  - 2010 : Cigarettes et bas nylon téléfilm de Fabrice Cazeneuve
  - 2015 : Belles Familles de Jean-Paul Rappeneau[16]
  - 2016 : Médecin de campagne de Thomas Lilti[16]
- Villiers-Adam
  - 2002 : Femme fatale de Brian De Palma
- Villiers le Bel
  - 1998 : Les Couloirs du temps : Les Visiteurs 2 de Jean-Marie Poiré
- Villiers le Sec
  - 2008 : Mes Stars et moi de Lætitia Colombani

## W
- Haut – A
- B
- C
- D
- E
- F
- G
- H
- I
- J
- K
- L
- M
- N
- O
- P
- Q
- R
- S
- T
- U
- V
- W
- X
- Y
- Z

- Wy dit Joli Village
  - 1984 : Un dimanche à la campagne de Bertrand Tavernier.
  - 2016 : Médecin de campagne de Thomas Lilti[16]
  - 2018 : Un peuple et son roi de Pierre Schoeller[16]